# Уимблдонский турнир

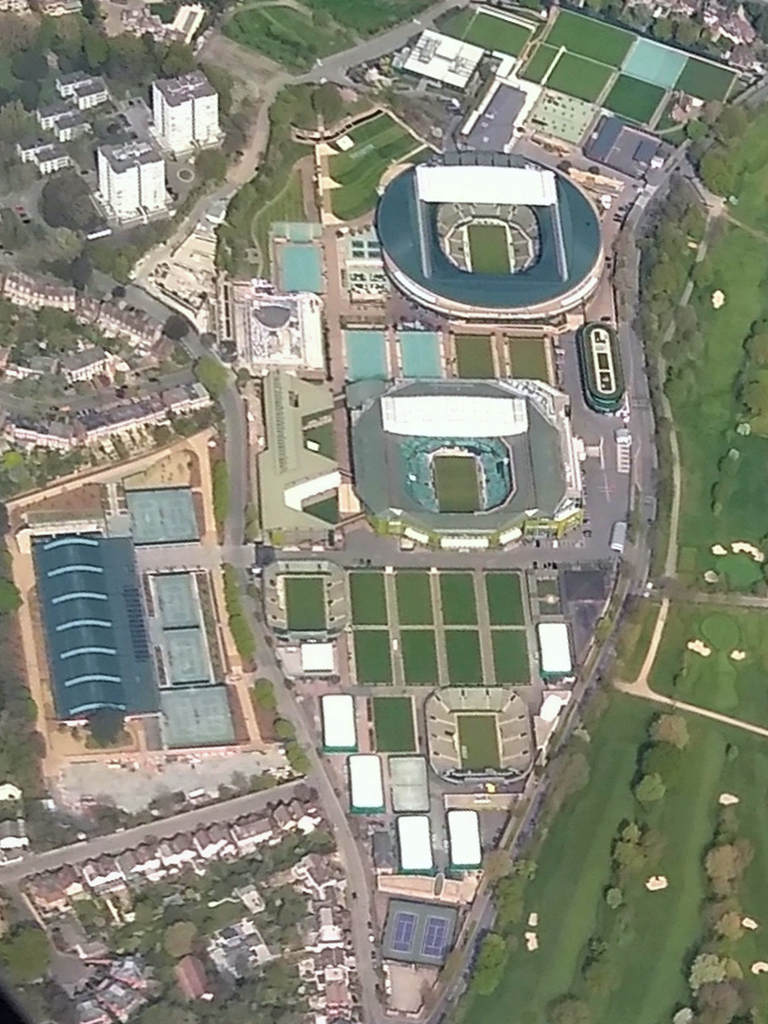
Территория Всеанглийского клуба, вид сверху

Уимблдо́нский турни́р (сокращённо Уимблдо́н, англ. The Championships, Wimbledon) — международный теннисный турнир, один из четырёх турниров Большого шлема, с 1877 года проводящий большинство своих матчей на травяных кортах Всеанглийского клуба лаун-тенниса и крокета (Уимблдон, Великобритания). 
Основные сетки соревнования традиционно проводятся в двухнедельный отрезок в конце июня — начале июля, выявляя победителей в пяти разрядах у взрослых, четырёх — у старших юниоров и четырёх — у инвалидов-колясочников.
Организатор турнира — британская Ассоциация лаун-тенниса. C 1988 года Уимблдон является единственным турниром серии Большого шлема, проводящимся на травяных кортах. Общий призовой фонд в 2021 году превышал 35 миллионов фунтов стерлингов, победители в одиночных разрядах получили по 1,7 миллиона фунтов стерлингов.
Уимблдонский турнир представляет собой международный культурный феномен. Его розыгрыши ежегодно транслируют 80 телевещательных компаний, в освещении турнира участвуют более 3000 теле-, радио- и газетных журналистов и фотографов, во время его проведения разворачивается действие ряда произведений художественной литературы и кинофильмов.

## История

### Предшествующие события
В 1868 году в Лондоне было принято решение о создании Всеанглийского крокетного клуба. Год спустя клуб обзавёлся собственной площадкой, взяв в аренду четыре акра земли в Уимблдоне между Уорпл-роуд и путями Лондонской и Юго-Западной железной дороги. Ещё через несколько лет, в 1875 году, члены Всеанглийского клуба одобрили выделение одного из игровых полей в Уимблдоне для любителей популярных летних игр — бадминтона и недавно изобретённого лаун-тенниса. В 1876 году, ввиду растущей популярности лаун-тенниса, под эту игру были выделены ещё четыре корта. В апреле 1877 года название клуба официально было изменено на «Всеанглийский клуб крокета и лаун-тенниса» (с 1882 по 1899 год всякое упоминание крокета было исключено из его названия, а когда его вернули, клуб стал называться «лаун-теннисным и крокетным»). В июне того же года было принято решение о проведении месяц спустя его первого лаун-теннисного чемпионата. Согласно популярной истории, доходы от этого соревнования должны были пойти на покупку нового конного катка для выравнивания грунта на игровых площадках, и плата за участие была установлена в размере одного фунта и одного шиллинга, а входная плата для зрителей — в размере одного шиллинга.
К моменту проведения первого чемпионата Всеанглийского клуба его организаторы внесли принципиальные изменения в первоначальные правила лаун-тенниса, предложенные майором Уингфилдом. Форма корта, сужавшаяся к сетке, стала прямоугольной; высота сетки начала уменьшаться (дальнейшее её снижение произойдёт в 1878, 1880 и 1882 годах); система зачёта очков, позаимствованная у игры рэкетс (с сетами, продолжающимися до 15 очков и предусматривающими переход подачи только после проигрыша очка подающим), изменена на привычную систему классического тенниса в залах с короткими сетами, в которых «имела значение каждая подача». Кроме того, было введено право на вторую подачу, если первая попадала в сетку или за пределы отведённой для неё зоны. Таким образом, уже в первый год своего проведения турнир, в будущем ставший известным как Уимблдонский, проходил по правилам, достаточно близким к современным.

### От основания турнира до Первой мировой войны

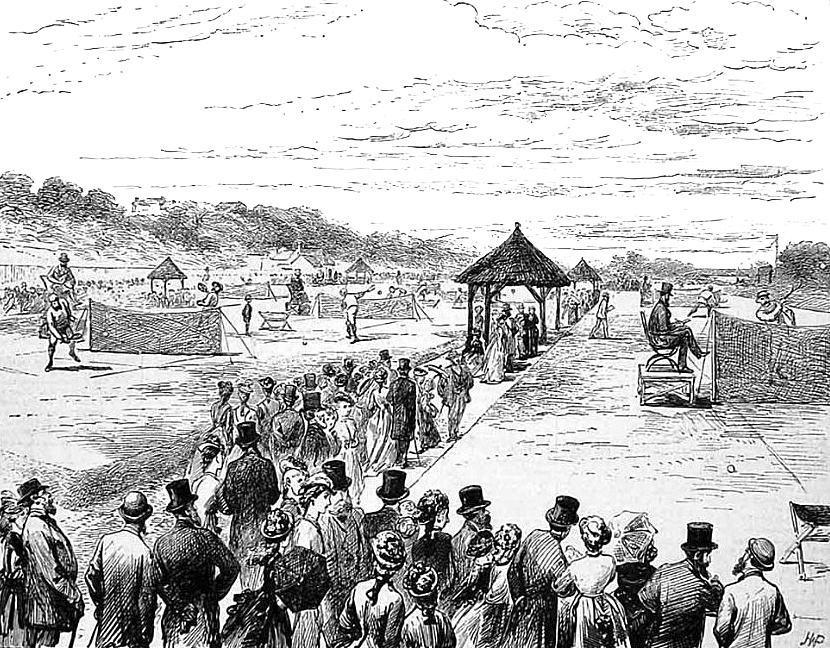
Гравюра 1877 года, изображающая первый Уимблдонский турнир

На турнир, проходивший в июле 1877 года, записались 22 участника (один из которых в первый день турнира не явился на свой матч). Соревнования, шедшие с перерывами с 9 июля, окончились финальной игрой в четверг, 19 июля (июль впоследствии оставался месяцем проведения на протяжении двух десятилетий, пока в 1897 году турнир не перенесли на июнь). На финальную игру собралось около 200 зрителей, обеспечив организаторам доход, традиционно оцениваемый в 10 фунтов стерлингов. В финале уроженец Уимблдона, оценщик недвижимости Спенсер Гор, победил за счёт смелой игры у сетки Уильяма Маршалла, став в 27 лет не только первым победителем чемпионата Всеанглийского клуба, но и вообще первым известным истории победителем лаун-теннисного турнира.
Главный рефери турнира доктор Генри Джонс составил по его окончании статистические таблицы, показавшие, что из 601 сыгранного гейма подающие выиграли 376, то есть примерно пять из каждых восьми, а в случае более равных по силе пар — девять из каждых четырнадцати. Чтобы дать большее преимущество подающим, корт был после этого немного укорочен, а верхняя кромка сетки опущена на три дюйма (7,5 см). Следующий розыгрыш турнира, в 1878 году, несмотря на это, не принёс второй победы агрессивно игравшему Спенсеру Гору, постоянные выходы которого к сетке даже вызвали дискуссию о том, допустимо ли отбивать мяч на стороне соперника. Гор, отстаивавший своё чемпионское звание в так называемом раунде вызова, вторым участником которого становился победитель турнира претендентов, проиграл Фрэнку Хедоу — находившемуся в Англии на отдыхе чайному плантатору с Цейлона, использовавшему против него такое тактическое оружие, как свеча. Хедоу, все свои встречи по пути к титулу выигравший в трёх сетах, после этого больше на Уимблдонском турнире как игрок не появлялся (лишь на праздновании 50-летия соревнования посетив его как почётный гость) и таким образом остаётся единственным в истории участником Уимблдона, на чьём счету нет ни одного проигранного сета.

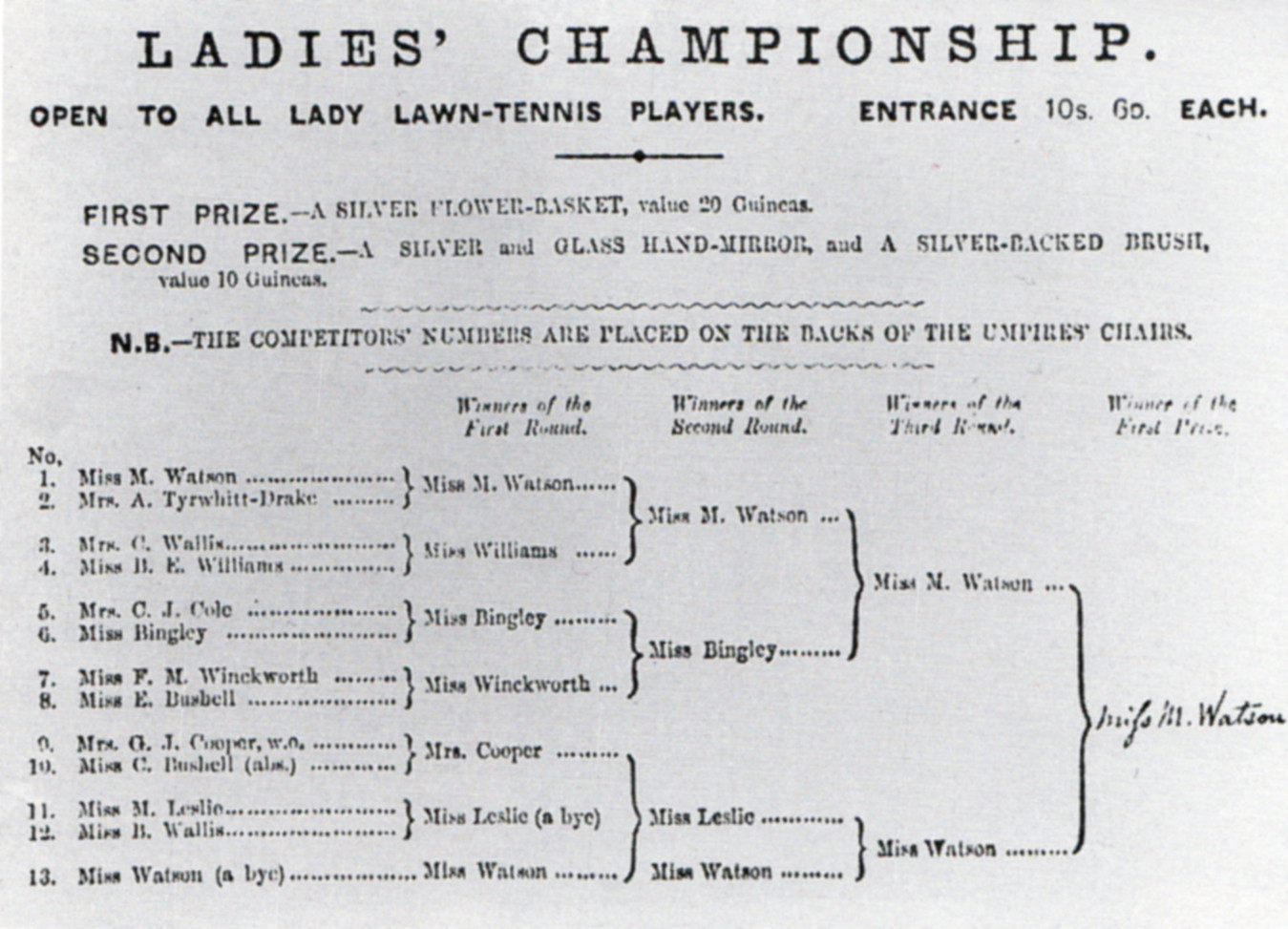
Турнирная сетка, женский одиночный разряд, 1884 год

К моменту проведения третьего чемпионата Всеанглийского клуба он уже не был единственным лаун-теннисным соревнованием в Великобритании. В 1878 году стартовал чемпионат Шотландии, а в 1879 году — турнир мужских пар в Оксфорде и чемпионат Ирландии, на котором помимо мужского одиночного разряда чемпионское звание оспаривалось в мужском парном и женском одиночном разрядах; первый чемпион Ирландии, Вер Сен-Леже Гулд, в дальнейшем стал и участником финала на Уимблдоне. На само́м Уимблдонском турнире мужской одиночный разряд, однако, всё ещё оставался единственным видом программы. Только в 1884 году, когда оксфордский парный турнир закрылся из-за нехватки средств, его награды были переданы Всеанглийскому клубу, и тот добавил мужской парный разряд к одиночному. В этот же год на Уимблдоне стартовал и женский одиночный турнир, который изначально планировал проводить Лондонский спортивный клуб, уступивший это право Всеанглийскому. Первый мужской парный титул на Уимблдоне выиграли братья Уильям и Эрнест Реншоу, к тому моменту и в одиночном разряде бывшие признанными лидерами британского тенниса; первой чемпионкой Уимблдона среди женщин стала дочь приходского священника Мод Уотсон, в финале переигравшая свою старшую сестру Лилиан.
Ещё одной новинкой 1884 года стало первое в истории турнира появление участников из-за рубежа (Ирландия в это время полностью входила в состав Британской империи). Первыми иностранцами на Уимблдонском турнире стали американцы Ричард Сирс и Джеймс Дуайт, дошедшие до полуфинала в мужских парах. Следующий год был ознаменован важным изменением в системе жеребьёвки: если до этого недостающие в сетке позиции располагались случайным образом во всех раундах вплоть до финала (в частности в первый год проведения один из финалистов благодаря этому прошёл в финал без игры), то с 1885 года на турнире действовала система Багнолла-Уайлда, при которой все неполные пары были сосредоточены в первом круге. В 1890 году был изменён порядок обмена сторонами корта: если до этого времени переход происходил между сетами, а при сильном ветре — после каждого гейма, то теперь он совершался после каждого нечётного гейма. Развивалась и инфраструктура соревнования: в 1881 году с трёх сторон Центрального корта были установлены временные крытые зрительские трибуны, а в 1884—1885 годах их сменили постоянные.
Господство братьев Реншоу на кортах Всеанглийского клуба продолжалось до 1889 года — за это время Уильям становился чемпионом семь раз и Эрнест один, а в парах они побеждали вместе каждый год с 1884-го по 1889-й (дважды — в раунде вызова), за исключением турнира 1887 года, в котором Уильям не участвовал из-за травмы локтя. Вслед за близнецами Реншоу в роли лидеров британского тенниса на несколько лет утвердились ещё одни близнецы — Уилфред и Герберт Баддели; с 1891 по 1895 год Уилфред Баддели становился чемпионом в одиночном разряде трижды, а вместе братья с 1891 по 1896 год четырежды выигрывали соревнования мужских пар. Господство Баддели в мужских видах программы пересекается по времени с периодом «ирландского вторжения», как его называет Ланс Тингей: с 1890 по 1896 год все победители в мужском одиночном разряде, кроме Уилфреда Баддели, были ирландцами, в 1890 году представители Ирландии выиграли все три вида программы — мужской одиночный, мужской парный и женский одиночный разряды, а в 1893 году ирландцами были оба участника мужского раунда вызова и победители в мужских парах. При этом на первую половину 1890-х годов пришёлся период самого низкого интереса к Всеанглийскому чемпионату как со стороны игроков, так и со стороны зрителей: в 1891 году число участников мужского одиночного турнира упало до 22, а в 1895 году — до 18 (по сравнению с 30 игроками в 1890 году), и этот же год стал единственным убыточным для организаторов в истории турнира (по иронии судьбы именно в этом году Уимблдонские корты впервые посетила представительница правящей династии — кронпринцесса Австрии Стефания). В 1891 году в мужском парном турнире участвовали только пять пар, а в женском одиночном разряде антирекорд был поставлен в 1890 году, когда за чемпионский титул боролись лишь четыре участницы (раунд вызова не проводился ввиду отсутствия прошлогодней победительницы Бланш Бингли-Гильярд). Только во второй половине 1890-х годов начался новый подъём популярности Уимблдонского турнира, чему способствовали успехи ещё одной пары братьев — Реджинальда и Лоуренса Дохерти.
Братья Дохерти, уроженцы Уимблдона и воспитанники Кембриджа, впервые серьёзно заявили о себе на чемпионате 1896 года. Старший из них, Реджинальд, дошёл до раунда вызова в парном разряде; младший, Лоуренс, выбыл из борьбы в одиночном разряде достаточно рано, чтобы принять участие в первом в истории Уимблдона утешительном турнире — All-England Plate, где дошёл до финала, проиграв там другому будущему герою Уимблдонского турнира Артуру Гору. Уже со следующего года начался длинный период практически безраздельного господства Дохерти в британском лаун-теннисе. С 1897 по 1900 год Реджинальд становился чемпионом Уимблдонского турнира четыре раза подряд, в том числе один раз обыграв в раунде вызова собственного брата. В 1901 году он уступил чемпионский титул Гору, после этого сосредоточившись из-за ухудшающегося здоровья только на игре в парах, но уже со следующего года на Уимблдоне доминировал Лоуренс, ставший чемпионом пять раз подряд и ушедший непобеждённым. За это же десятилетие, с 1897 по 1906 год, Реджинальд и Лоуренс вместе семь раз выиграли чемпионат мужских пар.

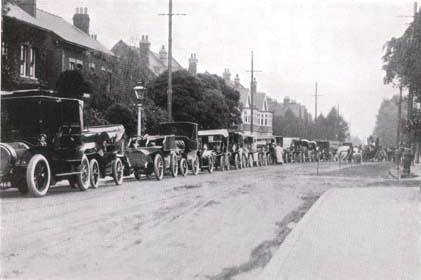
Автомобили, припаркованные рядом с территорией Всеанглийского клуба во время чемпионата 1906 года

Господство братьев Дохерти совпало по времени с новым ростом интереса к Уимблдонскому турниру, чему способствовала не только популярность самой игры, но и удобное место проведения — в непосредственной близости от железной дороги. Начиная с 1883 года в дни чемпионата поезда останавливались, чтобы высадить пассажиров, прямо рядом с кортами, а позже, когда движение по ветке стало более оживлённым, железнодорожные власти обеспечили болельщикам свободный проход вдоль путей от ближайшей станции. В 1913 году между железнодорожной станцией и местом проведения турнира была пущена трамвайная линия. Интерес к Уимблдонскому турниру рос и за пределами Великобритании: американские теннисисты стали на нём постоянными гостями (в 1900 году первой иностранкой в женском турнире, как и в мужском, стала американка — Марион Джонс), в 1902 году в турнире впервые сыграл представитель Новой Зеландии, через год — бельгийцы, а ещё через год теннисисты из Нидерландов; по-настоящему массовым международное представительство стало в 1904 году, когда помимо британцев в турнире участвовали игроки из семи стран. В 1901 году американцы Дуайт Дэвис и Холкомб Уорд дошли в мужских парах до раунда вызова, проиграв в четырёх сетах Дохерти; 1904 год был ознаменован выходом в раунд вызова в мужском одиночном разряде австралийца Нормана Брукса и победой в женском одиночном разряде американки Мэй Саттон, ставшей первой в истории турнира иностранной чемпионкой. В 1907 году иностранный чемпион появился и в мужском одиночном разряде — им стал Брукс. В этом же году он с новозеландцем Энтони Уайлдингом выиграл и парный турнир, отдав соперникам за пять кругов только 24 гейма; спустя менее чем две недели Брукс и Уайлдинг на уимблдонских кортах выиграли в составе сборной Австралазии первый в её истории Кубок Дэвиса. Год побед Брукса был ознаменован появлением в зрительских ложах Уимблдона первых представителей британского правящего дома — принца Уэльского (будущего короля Георга V) и его супруги. Мария Текская, будущая королева Великобритании, в дальнейшем оставалась постоянной поклонницей Уимблдонского турнира до самой своей смерти. Проникновение иностранцев в ряды лидеров Уимблдонского турнира продолжилось в последние годы перед мировой войной: Уайлдинг в первый раз за карьеру стал чемпионом в одиночном разряде в 1911 году, и в тот же год мужской парный турнир впервые выиграли французы — Андре Гобер и Макс Декюжи.
На рубеже веков к мужскому одиночному и парному и женскому одиночному разрядам добавились ещё два — в 1899 году женский парный (в дальнейшем исключённый из программы с 1907 по 1913 год), а в 1900 году микст. В эти и последующие годы территория на Уорпл-роуд пережила ряд модернизаций: в 1901 году все десять кортов были обнесены полотняными оградами высотой около метра, в 1910 году между кортами были проложены асфальтовые дорожки, а в 1914 году число сидячих мест на зрительских трибунах увеличено с 2000 до 3200. Однако усовершенствования практически не коснулись организации самого турнира: в то время, как в 1912 году на чемпионате США был навсегда отменён такой реликт, как раунд вызова, во Всеанглийском клубе аналогичный шаг отклонили, несмотря на то, что действующий чемпион — Уайлдинг — был готов отказаться от этой привилегии. Отмены раунда вызова на Уимблдонском турнире пришлось ждать до 1922 года.
В 1913 году Уимблдонский турнир, и без того престижнейший в мире, получил новый статус от недавно созданной Международной федерации лаун-тенниса (ILTF). После своего формирования ILTF объявила об учреждении трёх чемпионатов мира по теннису: в помещениях, на «твёрдых» (грунтовых) кортах и на травяных кортах. Статус последнего автоматически получил Уимблдонский турнир, что официально делало его победителей во всех пяти разрядах чемпионами мира (хотя не все из них становились даже чемпионами Англии — формально Всеанглийский чемпионат в миксте проводился до 1938 года в Ливерпуле и Манчестере, а в женском парном разряде — до 1953 года в Бакстоне). Остальные чемпионаты мира ILTF просуществовали до 1923 года, когда к организации присоединились американцы.

### Межвоенный период

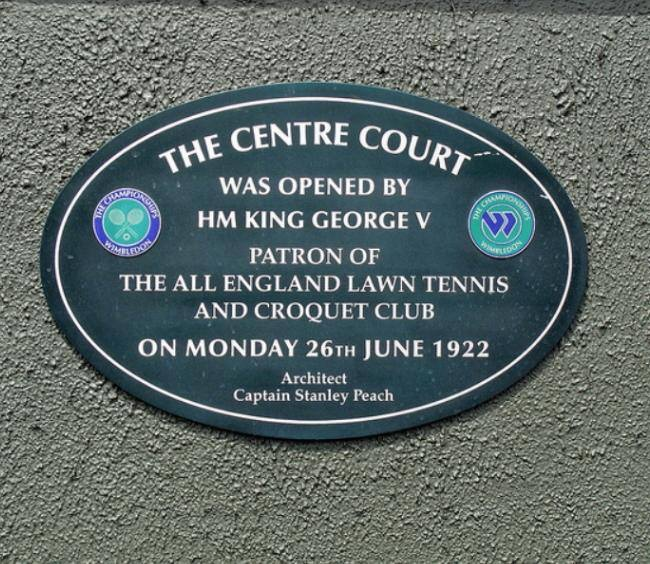
Памятная табличка на Центральном корте сообщает о том, что он был открыт 26 июня 1922 года королём Георгом V

В годы Первой мировой войны Уимблдонский турнир не проводился, но Всеанглийский клуб лаун-тенниса продолжал существовать, и уже в 1919 году соревнование возобновилось, сразу принеся организаторам рекордный доход — больше 9000 фунтов по сравнению с семью тысячами в 1914 году. Несмотря на увеличение числа зрительских мест перед самой войной, их не хватило, так что среди желающих присутствовать на играх пришлось проводить лотерею. Стало ясно, что территория на Уорпл-роуд уже недостаточно велика для проведения турнира, и в 1920 году было принято решение о переводе соревнования на новое место — также в Уимблдоне, на Черч-роуд. По организованной подписке были распроданы акции, дивидендами по которым были не денежные выплаты, а места на трибунах Центрального корта, и собраны 140 тысяч фунтов. Проект нового Центрального корта, трибуны которого были рассчитаны на более чем 13 500 мест, был подготовлен известным в то время архитектором Стэнли Пичем. Первый матч на этом корте, вмещавшем одновременно примерно вдвое больше зрителей, чем старый, начался в 2 часа дня 26 июня 1922 года. Бывший на подаче Лесли Годфри — будущий чемпион в миксте — нарочно отправил оба первых мяча в сетку и сразу подобрал их на память. По словам его сына, эти мячи хранились в их семье долгое время, пока не рассыпались от старости.
Одновременно с переездом на новое место был отменён раунд вызова: отныне действующие чемпионы, как и все остальные участники, должны были играть на протяжении всей дистанции турнира. Уже в первый год игр на Черч-роуд число претендентов на участие в одиночном разряде у мужчин превысило максимальное допустимое, и 128 участников первого круга пришлось выбирать из 170 кандидатов (в число счастливчиков вошёл и 54-летний Артур Гор, впервые сыгравший на Уимблдоне за 34 года до этого и с тех пор трижды становившийся чемпионом). У женщин число участниц достигло 64.
В 1923 году из строительных материалов, полученных при демонтаже Центрального корта на Уорпл-роуд, на новом месте были построены трибуны для кортов № 2 и № 3, в общей сложности на 1900 зрительских мест. Осенью земля на Уорпл-роуд была продана Всеанглийским клубом Уимблдонской старшей школе для девочек, которой она принадлежит и в начале XXI века.
В 1924 году в регламенте турнира появилось ещё одно важное новшество — посев участников при жеребьёвке. За два года до этого на чемпионате США был введён посев фаворитов по классу игры (англ. merit seeding) с тем, чтобы ведущие игроки не выводили друг друга из борьбы задолго до финальной стадии турнира. На Уимблдоне вместо этого был введён посев по национальному признаку, призванный предотвратить встречи между ведущими игроками одной страны на ранних этапах. Национальные ассоциации представляли в организационный комитет списки, в которые входило до четырёх игроков в одиночном разряде и две пары, и при жеребьёвке эти участники разводились по разным половинам или четвертям турнирной сетки. Посев абсолютных фаворитов был добавлен к национальному в 1927 году. У мужчин первая попытка оказалась относительно неудачной — посеянный под первым номером Рене Лакост проиграл в полуфинале, а победитель Анри Коше был посеян лишь четвёртым; у женщин, напротив, посеянная первой Хелен Уиллз стала чемпионкой, одержав первую из семи своих побед на Уимблдонском турнире. В 1925 году были впервые проведены квалификационные турниры, в которых определялись по 8 участников основной сетки в одиночных разрядах и по четыре пары.
Новое место проведения турнира, вдали от железной дороги, недолго оставалось в стороне от транспортных магистралей. Уже в 1926 году в Южном Уимблдоне открылась станция метрополитена, а к 1930 году до новых кортов можно было уже добраться как автобусом из Лондона, так и поездом Лондонской надземки из Саттона. Всеанглийский клуб, ожидая, что наплыв зрителей будет продолжаться, уже начиная с 1928 года стал активно закупать близлежащие земельные участки.

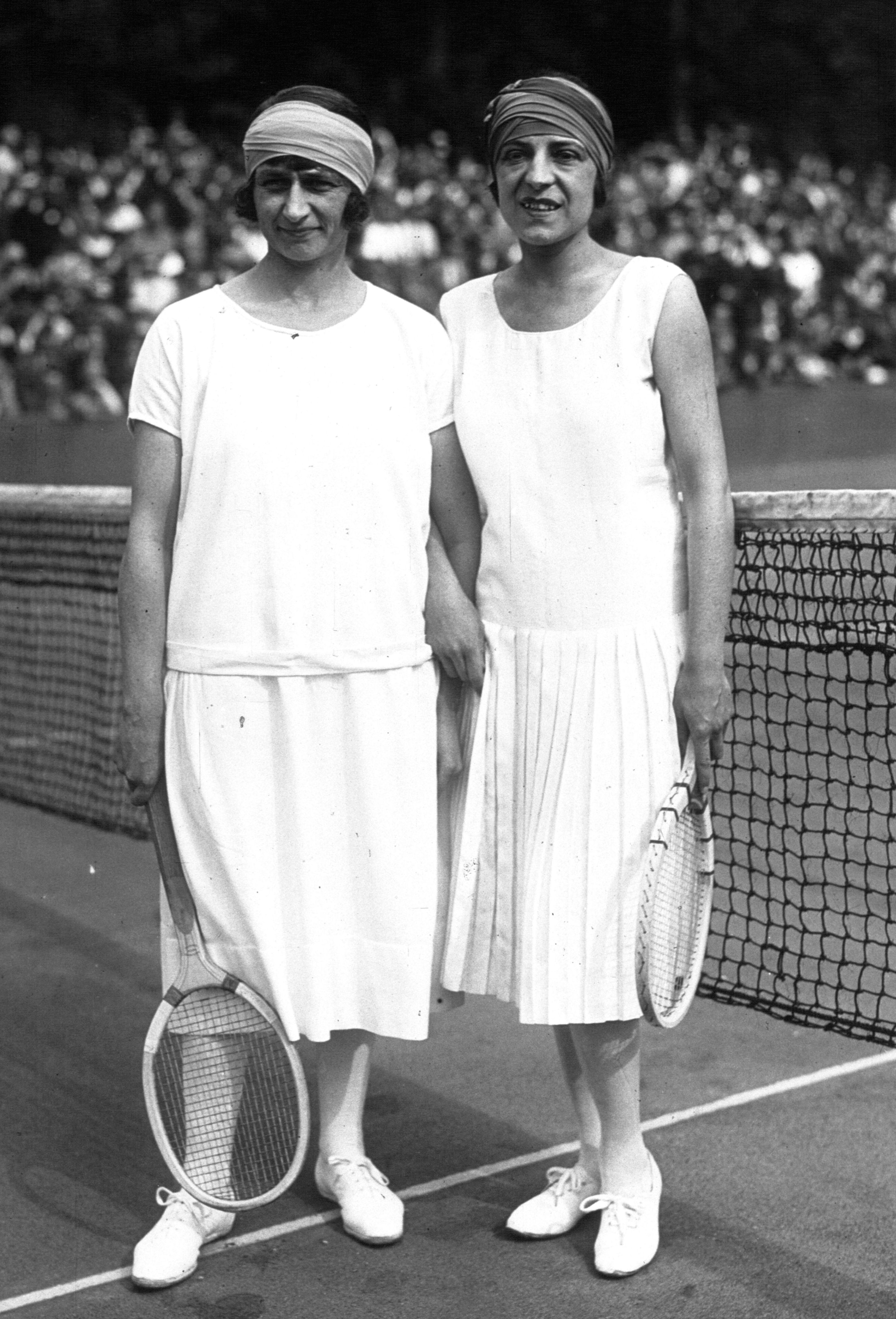
Сюзанн Ленглен (справа) и Кэтлин Маккейн в 1925 году

В 1926 году Уимблдонский турнир отметил своё 50-летие. На празднование были приглашены чемпионы прошлого, включая второго чемпиона, Фрэнка Хедоу, не появлявшегося на турнире с 1878 года, и первую чемпионку среди женщин Мод Уотсон. Празднование открывали король Георг V с супругой, а в соревнованиях мужских пар участвовал герцог Йоркский, будущий король Георг VI, служивший в это время в Королевских ВВС Великобритании; его партнёром по корту был ещё один офицер ВВС, командир авиакрыла Луис Грейг, и в первом круге они уступили ветеранам Уимблдона Артуру Гору и Герберту Роперу Барретту (в это время первому было 58, а второму 52 года). Этот год в женском одиночном разряде был ознаменован неожиданной победой представительницы страны-организатора Кэтлин Маккейн-Годфри, обыгравшей в финале испанку Лили де Альварес. Это стало возможным после того, как на раннем этапе отказалась от дальнейшей борьбы за титул признанная фаворитка турнира и его шестикратная чемпионка — Сюзанн Ленглен. Виной этому была накладка в расписании, из-за которой Ленглен не явилась вовремя на матч в присутствии британской королевы и получила суровый выговор от организаторов за оскорбление величества. После этого случая она больше не участвовала в Уимблдонском турнире, вскоре перейдя в профессионалы.
Победу Годфри в одиночном разряде — вторую в её карьере на Уимблдоне — сопровождала также победа в смешанных парах, где партнёром Кэтлин был её муж Лесли; они остаются по сей день единственной супружеской парой, завоевавшей титул чемпионов Уимблдонского турнира в миксте. Однако победы Кэтлин Годфри были для послевоенного британского тенниса редким успехом: в мировом теннисе в 1920-е и в первой половине 1930-х годов доминировали французы и американцы, хотя титулы выигрывали также австралиец Джек Кроуфорд и немка Хильда Кравинкель. Лишь в 1934 году британцы смогли похвастаться свежеиспечёнными чемпионами Уимблдонского турнира одновременно в мужском и женском одиночных разрядах: ими стали Фред Перри и Дороти Раунд. Перри выиграл турнир и в два следующих года, а Раунд — в 1937 году. Они также вместе выиграли два титула в смешанных парах, а ещё раз в миксте Раунд победила с японцем Рюки Мики. В 1936 году мужская и женская британские пары тоже завоевали чемпионские титулы, и единственная награда, не оставшаяся в этот год в Англии, уплыла в США с победительницей в женском одиночном разряде Хелен Джейкобс. Однако к концу 1930-х годов британское теннисное возрождение подошло к концу: выход Остина в мужской одиночный финал стал последним для Великобритании перед более чем 70-летним перерывом (в следующий раз на этом уровне сыграл лишь в 2012 году шотландец Энди Маррей); в одиночном разряде у женщин после победы Раунд в 1937 году следующая британская чемпионка появилась лишь 24 года спустя.
1937 год стал не только годом последней победы британцев на межвоенном Уимблдоне, но и годом первой телевизионной трансляции теннисного матча: Би-би-си вела прямой телевизионный репортаж с игры первого круга между Банни Остином и ирландцем Джорджем Роджерсом. Телевизионные трансляции начались через десять лет после того, как репортажи с Уимблдонского турнира начала вести международная служба радио Би-би-си (на протяжении следующих двух десятилетий Би-би-си оставалась монополистом в области телевизионных трансляций с Уимблдона, пока в 1956 году это право не разделила с ней Independent Television Network, ведшая трансляции до 1968 года включительно). Однако последние годы перед началом Второй мировой войны британскому телевидению и радио приходилось освещать главным образом триумфы американцев. Это было особенно заметно в 1939 году, когда в списке чемпионов оказалось всего четыре имени, и все они были американкими: Элис Марбл и Бобби Риггс стали абсолютными чемпионами, победив во всех трёх разрядах, а в женских и мужских парах соответственно к ним присоединились Сара Фабиан и Элвуд Кук.

### Последние годы любительской эры

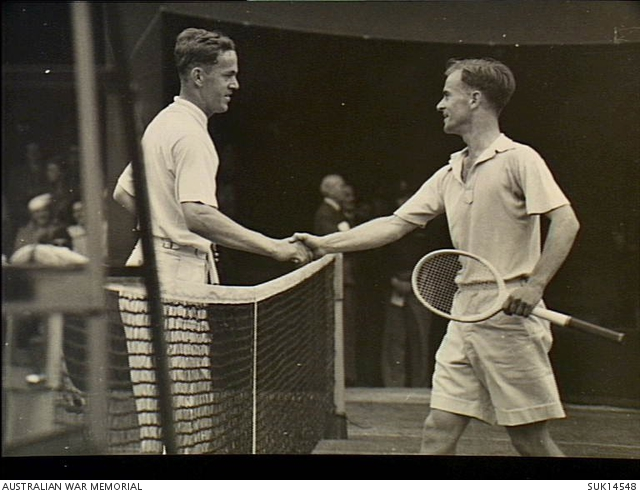
Арчи Хендерсон (слева) и Билл Сидуэлл в матче военнослужащих Британского содружества и США на уимблдонских кортах, 1945 год

Несмотря на начало Второй мировой войны, первоначально предполагалось, что в 1940 году Уимблдонский турнир состоится, хотя и в урезанном виде. Однако усиливавшиеся трудности с продовольствием и транспортом привели к тому, что эта идея не была воплощена в жизнь. В годы войны одна из автомобильных стоянок клуба была распахана под огороды, на другой во временных сооружениях содержали свиней, кур и другую домашнюю живность. Главная аллея клуба была отдана под строевую подготовку квартировавшим в Уимблдоне воинским частям, и лишь корты продолжали поддерживаться в идеальном состоянии. Уимблдон, как и другие английские города, в годы войны подвергался бомбардировкам — 14 тысяч домов были разрушены или повреждены. На территории клуба в общей сложности упало 16 бомб, одна из которых разрушила часть трибун Центрального корта. Несмотря на это, уже в июне 1945 года на уимблдонских кортах возобновились теннисные матчи в рамках соревнований военнослужащих стран Британского содружества и союзных государств, а на следующий год, несмотря на то, что Центральный корт всё ещё не был отстроен заново, прошёл первый послевоенный Уимблдонский турнир, на который прибыли теннисисты из 23 стран.
На протяжении первых послевоенных лет американское господство на Уимблдоне, начавшееся ещё в конце 1930-х годов, продолжалось, хотя в роли лидеров мирового тенниса их постепенно и начали заменять австралийцы. У женщин в одиночном разряде американские теннисистки — в том числе первая обладательница Большого шлема Морин Коннолли и первая чернокожая чемпионка Алтея Гибсон побеждали 13 лет подряд, и даже в полуфинал в этом разряде с 1946 по 1955 год только однажды пробилась представительница другой страны — южноафриканка Шейла Саммерс. Лишь в 1959 году чемпионское звание досталось бразильянке Марии Буэно, а в женских парах гегемонию американок нарушили в 1955 году представительницы страны-организатора Анджела Мортимер и Энн Шилкок (Мортимер выиграет и женский одиночный турнир шесть лет спустя, победив в финале ещё одну британку Кристин Труман).

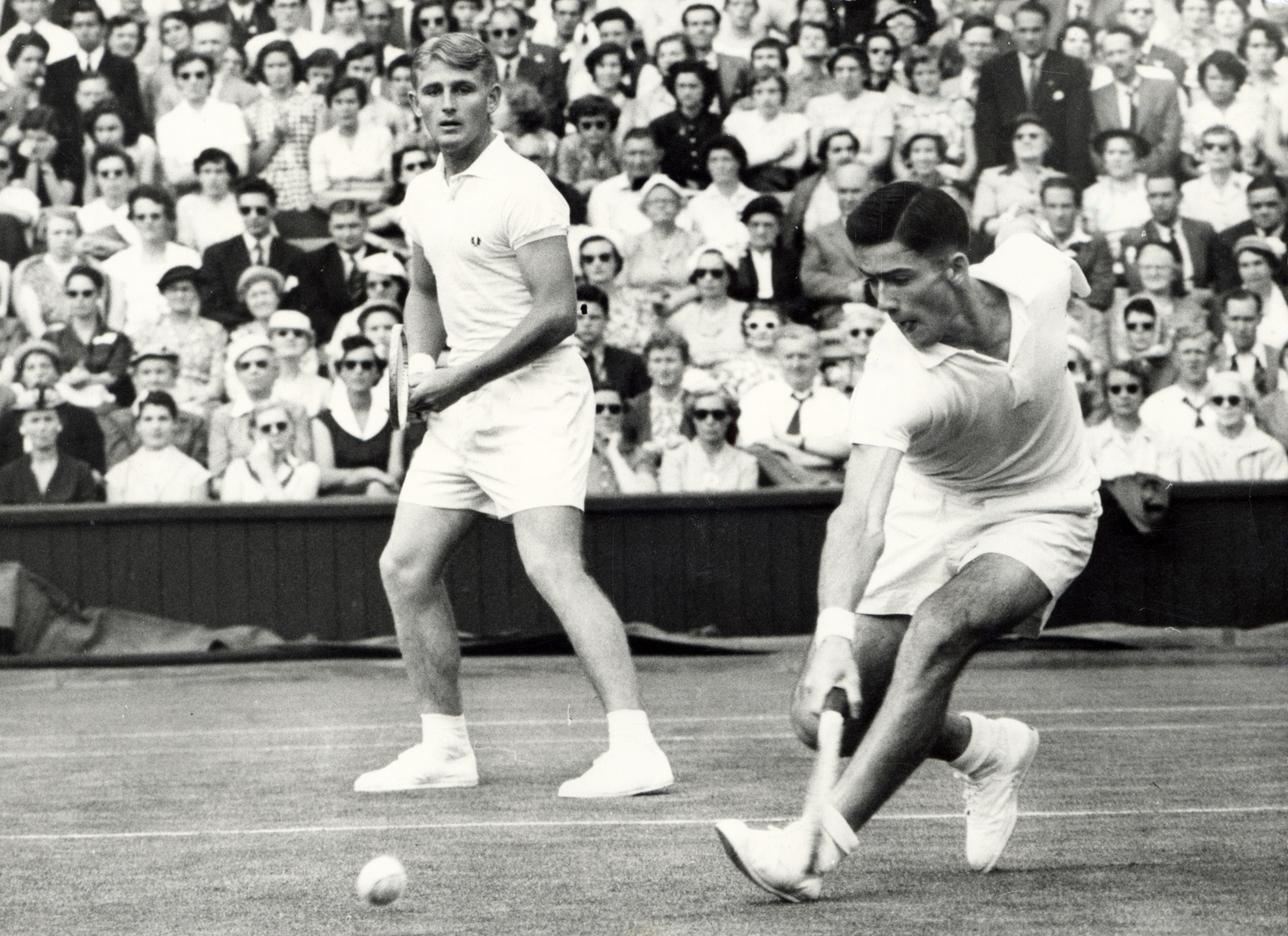
Лью Хоуд (слева) и Кен Розуолл на Уимблдоне в середине 1950-х годов: пока вместе, пока любители

У мужчин в 1946—1955 годах из 21 чемпиона в разных разрядах 18 представляли США и Австралию, тогда как на долю Старого Света, оправлявшегося после войны, пришлось всего три имени: в одиночном разряде побеждали француз Ивон Петра и выступавший под флагом Египта чех Ярослав Дробный, а в смешанных парах чемпионом дважды становился южноафриканец Эрик Стерджесс. Американо-австралийскую гегемонию не могло поколебать даже то, что лучшие игроки у мужчин в послевоенные годы стали массово уходить в профессиональный тур, где уже начали платить солидные по тем временам суммы. В частности, с чемпионом 1956 и 1957 года Лью Хоудом был заключён контракт, по которому он за два года выступлений должен был получить около 45 тысяч фунтов стерлингов, а в 1962 году ещё один двукратный чемпион Род Лейвер получил за переход в профессионалы 50 тысяч. В профессионалы вскоре после своих побед на Уимблдоне перешли также чемпионы 1947, 1953, 1955, 1958 и 1959 годов, финалист 1956 года в одиночном разряде и чемпион 1949 года в мужских парах.
Во второй половине 1950-х годов ряды любителей на Уимблдоне начали пополняться представителями стран социалистического лагеря. На смену эмигрировавшему на Запад Дробному пришли сначала игроки из коммунистического Китая, а затем и из Советского Союза; хотя на взрослом турнире с первых попыток они не добились значительных успехов, Томас Лейус выиграл неофициально проходящий с 1947 года турнир юношей. Курьёзом стало успешное выступление в 1962 году югославского дуэта Никола Пилич/Боро Йованович, дошедшего до финала после побед над двумя посеянными парами: это произошло именно в год, когда организаторы Кубка Дэвиса приняли решение исключить из его розыгрыша сборную Югославии в числе других «слабых» команд. В 1964 году советские теннисисты обратили на себя внимание не своей игрой, а политическим демаршем: Александр Метревели отказался участвовать в матче с соперником из ЮАР, и его примеру последовали ещё несколько игроков в женских и смешанных парах. Тем не менее, в отличие от Кубка Дэвиса, организаторам Уимблдонского турнира удалось избежать по-настоящему массовых отказов.
Однако в целом «любительский» статус Уимблдонского турнира, как и других крупных теннисных соревнований, к этому времени был уже формальностью, а для многих — и откровенным лицемерием. «Фальшивое любительство» (англ. shamateurism) разоблачалось в прессе как в Великобритании, так и в других странах. Уже в 1959 году экстренное общее собрание Всеанглийского клуба приняло обращение к Международной федерации лаун-тенниса с призывом открыть любительские турниры для теннисистов-профессионалов. На сессии федерации в июле 1960 года это требование поддержали как британская Ассоциация лаун-тенниса, так и Ассоциация тенниса Соединённых Штатов и аналогичные организации Франции и Австралии. Тем не менее решение, для принятия которого были необходимы две трети делегатов, не прошло — его сторонникам не хватило пяти голосов. Новая резолюция о реформе была вынесена на голосование в 1964 году, но на сей раз её сторонники потерпели разгромное поражение, не собрав и трети голосов. Наконец в декабре 1967 года Ассоциация лаун-тенниса приняла решение об открытии Уимблдонского турнира для теннисистов-профессионалов в одностороннем порядке, и в марте 1968 года Международная федерация лаун-тенниса, поставленная перед фактом, официально утвердила начало так называемой Открытой эры.

### Открытая эра
Хотя Открытая эра формально началась — тоже на британской земле грунтовым турниром в Борнмуте — лишь в 1968 году, уже в августе 1967 года Всеанглийский клуб сделал символический жест, предоставив свои корты для проведения профессионального турнира, в предшествующие годы проходившего на стадионе «Уэмбли». Его победителем стал двукратный чемпион любительского Уимблдонского турнира Род Лейвер. Спонсором турнира выступила корпорация Би-би-си, обеспечившая призовой фонд в размере 35 000 фунтов, а сам он стал первым соревнованием на уимблдонских кортах, которое транслировалось в цветном изображении.
В женском теннисе начало Открытой эры не принесло особых перемен: чемпионка Уимблдона 1967 года Билли Джин Кинг, завоевавшая это звание в ранге любительницы, в 1968 году успешно отстояла его, уже числясь профессионалом. Напротив, у мужчин с открытием традиционных теннисных турниров для профессионалов состоялось массовое возвращение звёзд прошлых лет, включая Лью Хоуда, Рода Лейвера, чемпиона Уимблдона 1959 года Алекса Ольмедо и прославившихся уже в профессиональном туре Кена Розуолла и Панчо Гонсалеса. Система национального посева, применявшаяся с 1924 года, была упразднена, а число посеянных на основании индивидуальных заслуг игроков было увеличено до 16. Действующий чемпион Уимблдона среди любителей, Джон Ньюкомб, оказался среди них лишь четвёртым, проиграв уже в четвёртом круге другому любителю — служащему Вооружённых сил США Артуру Эшу. Чемпионом стал Лейвер, продолжив серию побед на Уимблдоне, прерванную переходом в профессионалы в 1962 году. На следующий год он довёл число своих чемпионских званий на Уимблдонском турнире до четырёх, выиграв и остальные три турнира Большого шлема и став его двукратным обладателем — как любитель и как профессионал.
1969 год на Уимблдонском турнире принёс, кроме четвёртой подряд за карьеру победы Лейвера, ещё два важных события. Первым стало изменение расписания: начиная с 1933 года мужской одиночный финал игрался во вторую пятницу турнира, а женский — во вторую субботу, а в 1969 году их поменяли местами, назначив женский одиночный и мужской парный финалы на пятницу, а все остальные — на субботу. Вторым событием стал рекордный по продолжительности матч первого круга между 25-летним Чарли Пасареллом и легендарным профессионалом Панчо Гонсалесом, которому исполнился к тому времени 41 год. Начавшись в половине седьмого вечера, его первый сет закончился около девяти часов со счётом 24:22 в пользу Пасарелла. Матч был остановлен с наступлением темноты после того, как Пасарелл выиграл второй сет со счётом 6:1. Но когда игра была возобновлена на следующий день, Гонсалес выиграл три сета подряд со счётом 16:14, 6:3, 11:9. В общей сложности матч, в котором было 112 геймов, продолжался 5 часов и 12 минут, и после него Гонсалес успешно преодолел ещё два круга, прежде чем проиграть Эшу.
Опробованный в 1970 году на Открытом чемпионате США тай-брейк был введён на Уимблдоне год спустя. Американское новшество, получившее известность как «внезапная смерть», однако, показалось организаторам Уимблдонского турнира слишком радикальным и было модифицировано. В частности, если в американской версии тай-брейк игрался до пяти очков и при счёте 4:4 один и тот же мяч представлял собой сет-бол или даже матч-бол для обеих сторон, то в английской был соблюдён принцип победы с разрывом в два очка, а для выигрыша в решающем гейме необходимо было взять не менее семи очков. Кроме того, на первых порах тай-брейк на Уимблдоне игрался при счёте 8:8, а не 6:6. Идея о сохранении двухочкового разрыва впоследствии была взята на вооружение ILTF. В решающем сете (пятом у мужчин и третьем у женщин) тай-брейк на Уимблдоне был введён лишь к розыгрышу 2019 года, причём только при счёте 12:12 в этом сете.
В 1972 и 1973 годах, после четырёх лет участия всех сильнейших игроков-профессионалов, Уимблдон оказался на грани возвращения в «тёмные времена расколотых миров», по определению историка тенниса Джона Барретта. В первый год из-за финансового конфликта между ILTF и основанным бизнесменом Ламаром Хантом профессиональным туром World Championship Tennis (WCT) к участию в турнирах Большого шлема не были допущены так называемые «профессионалы по контракту», в число которых входили и игроки WCT. В итоге в Уимблдонском турнире 1972 года не участвовали действующий чемпион Ньюкомб и такие звёзды, как Род Лейвер, Кен Розуолл и Артур Эш. В итоге чемпионом стал американский теннисист Стэн Смит, переигравший в финале румына Илие Настасе. При этом, несмотря на отсутствие фаворитов, финальный матч, по словам специалистов, отличался самым высоким классом игры с 1933 года, когда на этом же этапе встретились Джек Кроуфорд и Эллсуорт Вайнз.
К концу года конфликт между WCT и ILTF был улажен (уже на Открытом чемпионате США профессионалы по контракту вернулись в число участников), но в начале 1973 года разгорелся новый — с участием ILTF и недавно созданной Ассоциации теннисистов-профессионалов (ATP). Причиной конфликта стала дисквалификация Федерацией тенниса Югославии члена ATP Николы Пилича за отказ участвовать в матче Кубка Дэвиса. Пилич пропустил Открытый чемпионат Франции в то время, как ILTF разбирала его протест, в итоге сократив срок дисквалификации с трёх месяцев до одного, но не отменив её полностью. ATP, основной целью которой была провозглашена защита интересов игроков, объявила, что если дисквалификация не будет снята, её члены будут бойкотировать следующий турнир Большого шлема — Уимблдон. ILTF отказалась сдавать позиции, и накануне турнира 79 ведущих теннисистов, состоявших в ATP, объявили о своём отказе от участия в нём. Исключение составили Илие Настасе, по собственным словам получивший указание участвовать от румынского руководства, британец Роджер Тейлор, от которого ожидали лучшего результата со времён Фреда Перри, и австралиец Рей Келди. Из 16 первоначально посеянных участников в сетке остались трое — сеяный вторым Настасе и занимавшие 15-ю и 16-ю строчку чех Ян Кодеш и Тейлор. Жеребьёвка была проведена заново, число сеяных игроков снижено до восьми, и в финале Кодеш, теперь посеянный под вторым номером, в трёх сетах переиграл советского теннисиста Александра Метревели. Несмотря на отсутствие ведущих игроков в мужском турнире, количество зрителей на Уимблдоне было почти рекордным, но ILTF, опасаясь разрастания конфликта, позже удовлетворила требования ATP.
В 1974 году успех Метревели повторила Ольга Морозова, однако в отличие от Метревели ей противостояли сильнейшие теннисистки мира. В четвертьфинале Морозова переиграла Билли Джин Кинг, к тому моменту бывшую уже четырёхкратной чемпионкой Уимблдона (в том числе в два предыдущих года), в полуфинале — любимицу местной публики Вирджинию Уэйд, а в финале уступила молодой Крис Эверт, уже побывавшей финалисткой за год до этого. В том же году Морозова стала первой в истории СССР чемпионкой взрослого турнира на Уимблдоне, победив именно в паре с Эверт.
В 1975 году официальный статус Всеанглийских чемпионатов получили турниры среди юношей и девушек, неофициально проводившиеся с 1947 года. В 1977 году на них впервые был введён посев, а квалификационный отбор в одиночном разряде появился только через 21 год.
Хотя хронологически сто лет со времени проведения первого чемпионата Всеанглийского клуба исполнялись в 1976 году, празднования столетия Уимблдона прошли лишь на следующий год. В этот год на территории клуба были открыты Музей лаун-тенниса и библиотека. В параде чемпионов участвовали 43 победителя турнира разных лет, в том числе ветераны Элизабет Райан и Жак Брюньон, однако на нём не присутствовал чемпион 1974 года Джимми Коннорс. Коннорса после этого освистали трибуны в его первом матче, но отношение публики не помешало ему дойти до финала, где он проиграл действующему чемпиону Бьорну Боргу. В женском одиночном турнире столетие Уимблдона было ознаменовано редкой (всего лишь третьей после войны) победой британской теннисистки — Вирджинии Уэйд, участвовавшей в нём в 16-й раз. Уэйд завоевала титул на глазах у королевы Елизаветы II, посетившей турнир всего лишь в третий раз за 25 лет на троне.

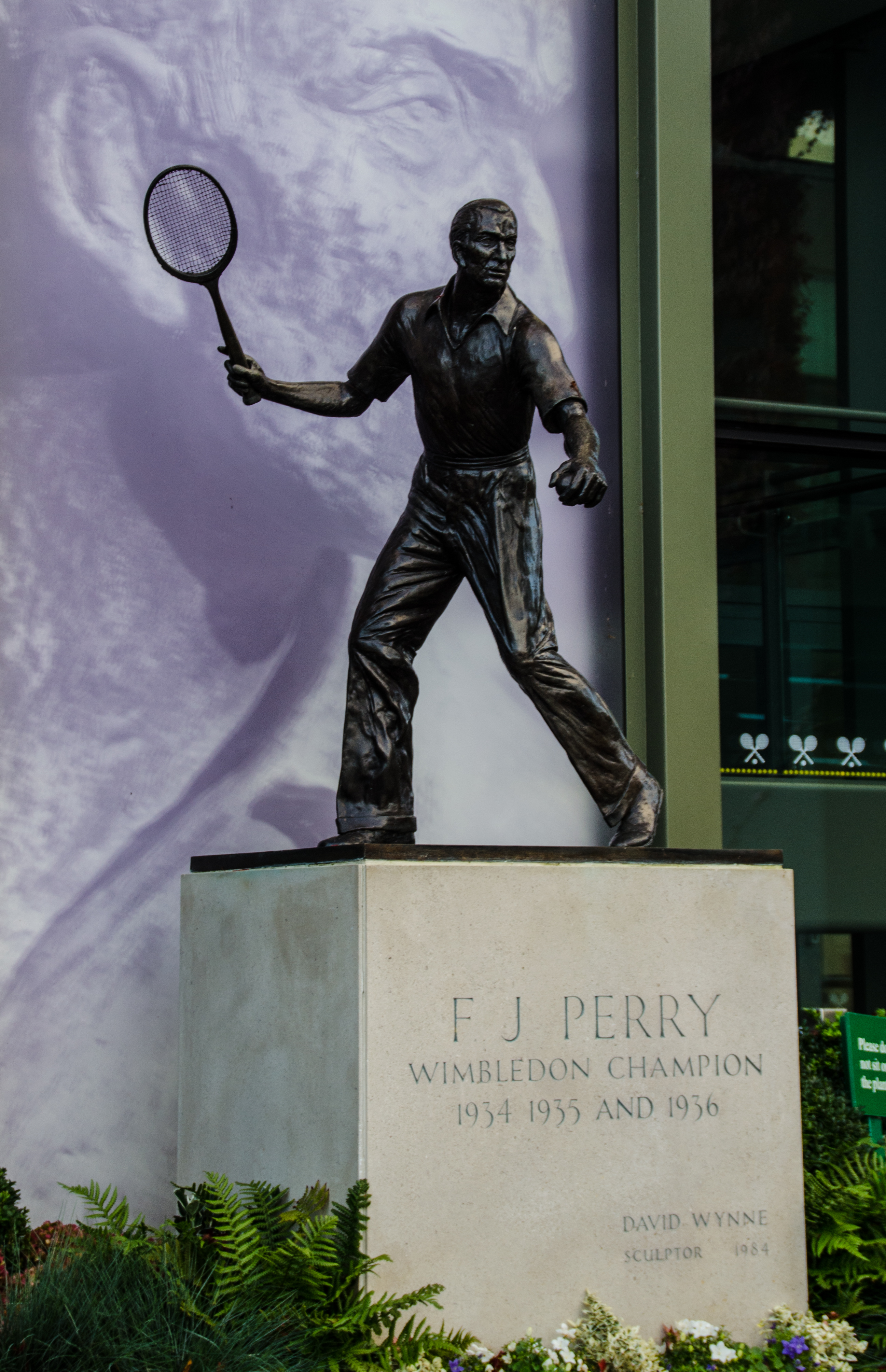
Статуя Фреда Перри на территории Всеанглийского клуба

Менее чем через десять лет, в 1986 году, Уимблдонский турнир отметил новый юбилей — сотый розыгрыш чемпионских званий. Как в мужском, так и в женском одиночном разряде в этот год действующие чемпионы успешно отстояли своё звание — молодой Борис Беккер завоевал второй подряд чемпионский титул, а многоопытная Мартина Навратилова пятый подряд и седьмой в общей сложности. Традиционные награды победителям юбилейного чемпионата вручали старейшие живущие чемпионы Уимблдона — соответственно 87-летний Жан Боротра и 90-летняя Кэтлин Годфри. Навратилова, сравнявшись по числу побед в одиночном разряде с довоенной чемпионкой Хелен Уиллз, на этом не оставновилась и к 1990 году довела личный баланс чемпионских титулов до девяти, а через четыре года была близка к тому, чтобы стать десятикратной победительницей в одиночном разряде, проиграв в своём 12-м финале за 22 года испанке Кончите Мартинес.
В 1979 году за счёт поднятия крыши Центрального корта число зрительских мест на его трибунах было увеличено более чем на тысячу, а в 1985 году с его восточной стороны было построено новое здание, помимо 800 дополнительных мест для публики предоставлявшее более просторные помещения для музея и библиотеки и новый пресс-центр. В 1984 году на территории клуба была установлена статуя Фреда Перри — на тот момент последнего британца, выигрывавшего Уимблдонский турнир в мужском одиночном разряде; это событие знаменовало 50-ю годовщину его первой победы на турнире. В 1992 году многолетняя монополия Би-би-си на ведение трансляций с турнира была частично нарушена в результате основания Radio Wimbledon — местной радиовещательной станции, в дни соревнования вещающей 14 часов в день; передачи Radio Wimbledon включают, помимо непосредственно репортажей, интервью с игроками, информацию о расписании матчей, положении на дорогах и погоде; радиус вещания станции составляет 4 мили (около 6,4 км).

### На рубеже веков
В 1993 году были обнародованы подробности Долгосрочного плана развития Всеанглийского клуба, подразумевавшего его масштабную и дорогостояющую перестройку. В том же году у лондонского боро Мертон за 5,2 млн фунтов были приобретены земли Уимблдонского гольф-клуба, а в следующем году у Рохамптонского института высшего образования выкуплен дополнительный участок земли на пересечении Батгейт-роуд и Куинсмир-роуд. В том же году началось строительство нового корта № 1. Последние матчи на старом корте с этим номером состоялись в сентябре 1996 года в рамках матча Кубка Дэвиса между сборными Великобритании и Египта, а новый корт № 1, с круглыми трибунами, рассчитанными почти на 11,5 тысяч зрительских мест, официально открылся 23 июня 1997 года. На месте старого корта в дальнейшем был выстроен Миллениум-билдинг («Здание тысячелетия»), на территории которого разместились улучшенные помещения для игроков, прессы и администрации клуба. В 1999 году были расширены западные трибуны Центрального корта, увеличив его вместимость на 728 зрительских мест.
Перестройка спортивного комплекса активно продолжалась в начале нового века, в преддверии теннисного турнира Олимпийских игр 2012 года. 2009 год был ознаменован завершением строительства раздвижной крыши над Центральным кортом, позволяющей проводить матчи в дождь, и открытием нового корта № 2, рассчитанного на 4000 посадочных мест. Этот корт отличался необычной конструкцией — чтобы не перекрывать обзор жителям окрестных районов, он был углублён на 3,5 метра ниже уровня почвы, так что его трибуны возвышаются над землёй только на один этаж. К 2011 году на месте старого корта № 2, известного как «Кладбище чемпионов» из-за большого числа громких поражений, которые на нём потерпели фавориты турнира, был построен новый корт № 3. Перед турниром 2004 года рядом со зданием Всеанглийского клуба были установлены пять бронзовых бюстов британских теннисисток, выигрывавших Уимблдон после переезда турнира на Черч-роуд — Кэтлин Маккейн, Дороти Раунд, Анджелы Мортимер, Энн Хейдон-Джонс и Вирджинии Уэйд.
Ещё одним свидетельством смены эпох на Уимблдоне стало открытие интернет-сайта турнира в 1999 году. В первый же год он побил рекорд посещаемости для спортивных сайтов, установленный сайтом Олимпиады в Нагано, за год собрав около миллиарда посещений. Уже на следующий год в ходе полуфинального матча Андре Агасси и Патрика Рафтера число посещений сайта в минуту достигло почти 964 тысяч, а суммарная посещаемость за год составила 2,3 миллиарда визитов. В 2007 году началось внедрение на кортах Всеанглийского клуба электронной системы Hawk-Eye, фиксирующей место приземления мячей; эта система, уже опробованная на двух других турнирах Большого шлема, сменила на Центральном корте и корте № 1 более старую программу Cyclops, которая продолжала использоваться на остальных кортах. В 2007 году впервые были уравнены призовые выплаты в мужских и женских разрядах.

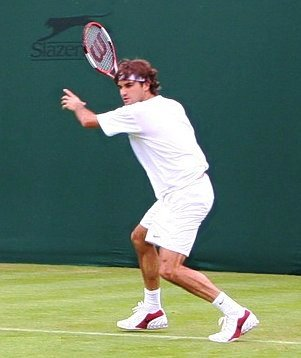
Роджер Федерер на Уимблдонском турнире 2005 года

В конце 1990-х годов пережили трансформацию знаменитые травяные газоны Уимблдона. Если до этого для них использовались в основном полевица и овсяница, то после исследования, проведённого Исследовательским институтом спортивных покрытий в Брадфорде, их с целью уменьшения износа заменили на более жёсткий райграс. Эта замена оказалась не по душе предпочитавшим игру у сетки специалистам по травяным кортам, таким как британец Тим Хенмен, поскольку новый газон обеспечивал более высокий отскок мяча и как следствие давал больше шансов игрокам с задней линии, но соображения сохранности покрытия до последних дней турнира оказались важней. Новое покрытие, впрочем, не помешало одному из лучших представителей стиля serve-and-volley Питу Сампрасу в 1998—2000 годах трижды подряд завоевать чемпионское звание в одиночном разряде, доведя общее число своих побед до семи и сравнявшись по этому показателю с рекордом турнира, установленным ещё в 1881—1889 годах Уильямом Реншоу. Реншоу добился этого результата, сыграв всего 18 матчей, в том числе пять раз защитив свой титул в раунде вызова, но Сампрасу для повторения рекорда пришлось в свои семь чемпионских лет выиграть 49 матчей. В следующем десятилетии в мужском одиночном разряде доминировал швейцарец Роджер Федерер, с 2003 по 2007 год становившийся чемпионом пять раз подряд; в дальнейшем его успехи стали более редкими, но он оставался одним из фаворитов турнира, к 2017 году доведя число своих титулов до восьми и побив таким образом рекорд Сампраса и Реншоу. В начале второго десятилетия нового века британская публика дождалась наконец успеха местного теннисиста в мужском одиночном разряде: Энди Маррей, в 2012 году добравшийся до финала и проигравший там Федереру, а затем завоевавший на уимблдонских кортах звание олимпийского чемпиона, на следующий год стал первым представителем страны-организатора за 77 лет, выигравшим Уимблдонский турнир в одиночном разряде.
В женском теннисе на рубеже веков произошла смена поколений: на смену «Большой четвёрке» (Эверт, Навратилова, Штеффи Граф и Моника Селеш), с 1982 по 1995 год выигравшей 47 из 55 одиночных турниров Большого шлема, пришла когорта молодых амбиционных теннисисток. Первая из них, Мартина Хингис, в 1996 году выиграла со своей бывшей соотечественницей Геленой Суковой женский парный турнир и побила установленный 109 лет назад Лотти Дод рекорд, в 15 лет и 252 дня став самой молодой чемпионкой Уимблдона. В противоположную сторону шкала возрастных рекордов была продлена в 2003 году: 46-летняя Мартина Навратилова, вернувшаяся на корт после нескольких лет перерыва и завоевавшая титул в миксте, стала самой возрастной победительницей Уимблдонского турнира в истории. Для Навратиловой, дебютировавшей на Уимблдоне за 30 лет до этого, этот титул стал двадцатым на этом турнире во всех разрядах — повторение рекорда, установленного Билли Джин Кинг. С начала 2000-х годов в женском теннисе на Уимблдоне господствовали сёстры Винус и Серена Уильямс, подобно тому, как более века назад в мужском теннисе господствовали сначала братья Реншоу, а затем братья Дохерти. С 2000 по 2010 год только дважды чемпионкой Уимблдонского турнира в одиночном разряде становился кто-то, кроме Винус и Серены, побеждавших соответственно пять и четыре раза. Четырежды за эти годы они разыгрывали финал между собой и трижды выигрывали чемпионат в парном разряде.
В программу турнира, расширявшуюся ранее за счёт юношеских и ветеранских соревнований (последние в различных форматах с перерывами проходили с 1964 года у мужчин и с 1990 года у женщин, нося показательный статус), были с 2009 года также включены парные соревнования по теннису на инвалидных колясках.
В начале 2020-х годов турнир дважды за три года испытал влияние глобальных кризисов. В 2020 году его проведение впервые с 1945 года было отменено из-за пандемии COVID-19. Затем, в 2022 году, из-за войны на Украине организаторы Уимблдонского турнира приняли решение не допускать к участию в нём спортсменов из России и Беларуси. В ответ Ассоциация теннисистов-профессионалов и Женская теннисная ассоциация объявили, что за участие в Уимблдонском турнире 2022 года не будут начисляться рейтинговые очки. Помимо первой ракетки мира среди мужчин россиянина Даниила Медведева турнир также пропускал из-за травмы занимавший в рейтинге 2-е место Александр Зверев; таким образом, впервые с 1973 года мужские соревнования проходили без первой и второй ракеток мира.

## Место и сроки проведения
Уимблдонский турнир проходит на территории Всеанглийского клуба лаун-тенниса и крокета (англ. The All England Lawn Tennis & Croquet Club, AELTC) в Уимблдоне (Лондон). Территория клуба в Уимблдоне, включая автомобильные стоянки, превышает 42 акра (17 га), из которых 13,5 акра занимают собственно корты чемпионата и окружающая инфраструктура. Руководство клуба изыскивает возможности для расширения его территории; в частности, в 2015 году была сделана попытка получить в аренду территорию площадью 73 акра, в настоящее время занимаемую Уимблдонским гольф-клубом. Однако члены гольф-клуба отклонили предлагаемую сделку, по условиям которой AELTC был готов выплатить им 25 миллионов фунтов за досрочное прекращение действующего договора об аренде. К концу первого десятилетия XXI века клуб также располагал тренировочным комплексом на шесть травяных кортов в Райнз-парке — близлежащем районе боро Мертон.

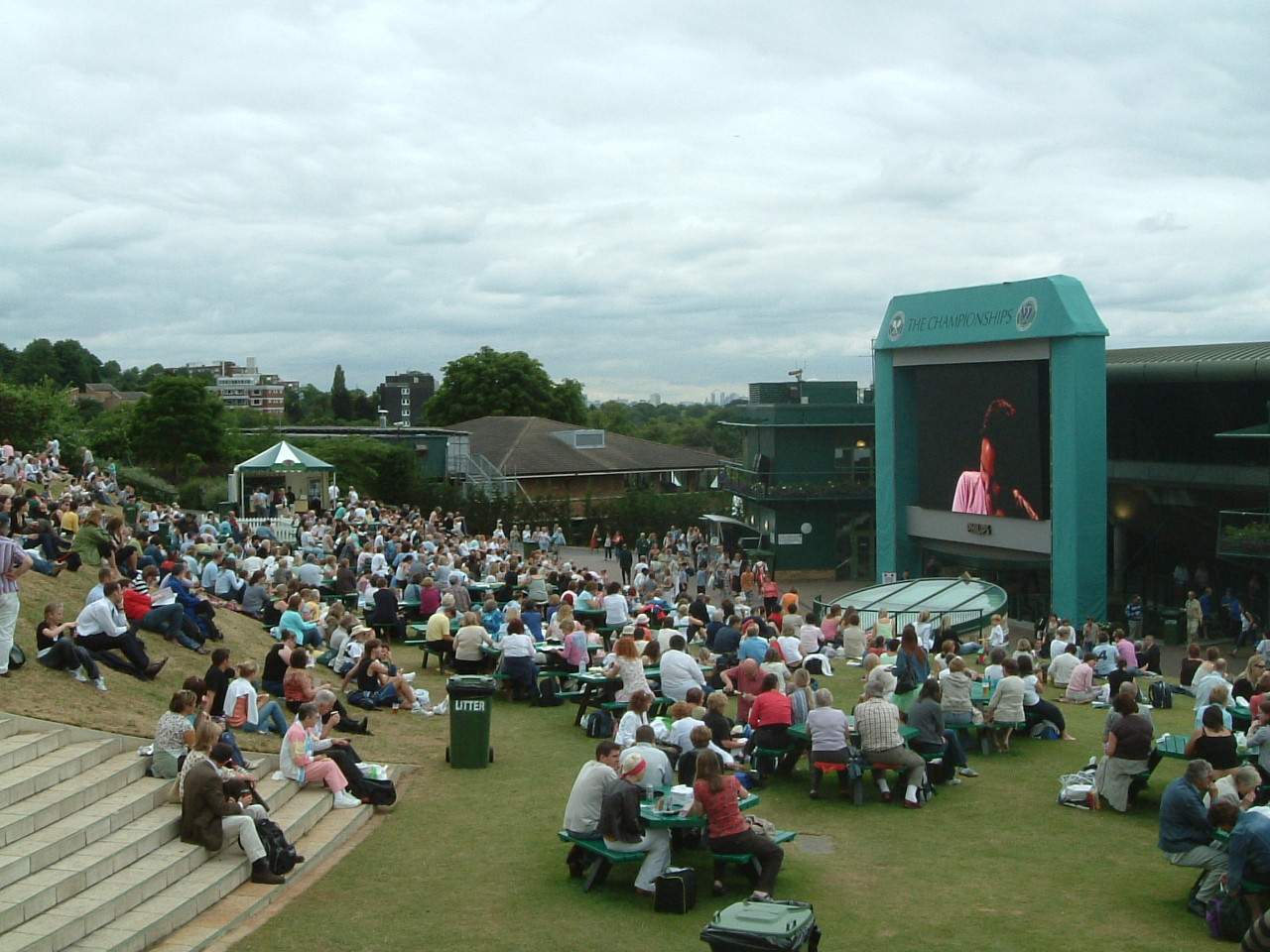
Хенмен-Хилл в 2006 году

Часть территории клуба к северу от Центрального корта носит название Аоранги-парк, что связано с тем, что большую её часть арендует Новозеландский спортивный и общественный клуб. Маорийским словом Aorangi или Aoraki («Облако в небе») коренное население Новой Зеландии называет гору Кука — высочайшую вершину этой страны. В отличие от других турниров Большого шлема, организаторы Уимблдонского турнира не присваивают главным кортам комплекса имён знаменитых теннисистов. Это обстоятельство было неформальным образом скомпенсировано публикой, дававшей временные имена возвышению на территории Аоранги-парка рядом с новым кортом № 1, с которого можно наблюдать за трансляцией с кортов, выводимой на большой демонстрационный экран. Этот холм с 1990-х годов неофициально носил имена нескольких ведущих британских теннисистов: Руседски-Ридж (в честь Грега Руседски), Хенмен-Хилл (в честь Тима Хенмена), а позднее Маррей-Маунд (в честь Энди Маррея), Робсон-Грин (в честь Лоры Робсон) и Хезер-Хилл (в честь Хезер Уотсон).
На территории комплекса находятся несколько скульптурных изображений, посвящённых британским теннисным чемпионам. В число скульптур входят бронзовая ростовая статуя трёхкратного чемпиона Уимблдона в одиночном разряде Фреда Перри и пять бронзовых бюстов британских теннисисток, выигрывавших турнир после его переезда на Черч-роуд в Уимблдоне. Помимо этого, на территории клуба расположены Мемориальные ворота Дохерти; ворота, прежде представлявшие собой главный вход на территорию комплекса, в настоящее время перенесены в его южную часть, сохранив статус памятника.

### Корты
После перехода Открытого чемпионата США на грунтовые, а затем хардовые корты во второй половине 1970-х годов и перехода Открытого чемпионата Австралии на искусственное покрытие в 1988 году Уимблдонский турнир остался единственным из турниров Большого шлема, проходящим на травяных кортах. На территории комплекса размещается 41 травяной корт, из которых 19 непосредственно используются для проведения Уимблдонского турнира — это Центральный корт и корты под номерами с 1 по 12 и с 14 по 19 (корт № 13 существовал на территории клуба с 1922 по 2007 год). На принадлежащей клубу территории также располагаются восемь грунтовых кортов и семь кортов с искусственным покрытием (пять из которых крытые). Все корты с грунтовым и искусственным покрытием открыты для публики круглый год, а 22 травяных корта, не использующиеся для проведения Уимблдонского турнира — с мая по сентябрь. Отборочные матчи Уимблдонского турнира проходят не на основных кортах клуба, а в Рохамптоне (Лондон), на кортах комплекса Bank of England Sports Centre.
Травяное покрытие уимблдонских кортов на 100 % состоит из райграса (до 2000 года 30 % газона составляла овсяница красная). Высота травы на кортах чемпионата должна составлять ровно 8 мм. Поскольку семена травы на кортах привлекают голубей, при Всеанглийском клубе содержится канюк, чья задача — их распугивать.

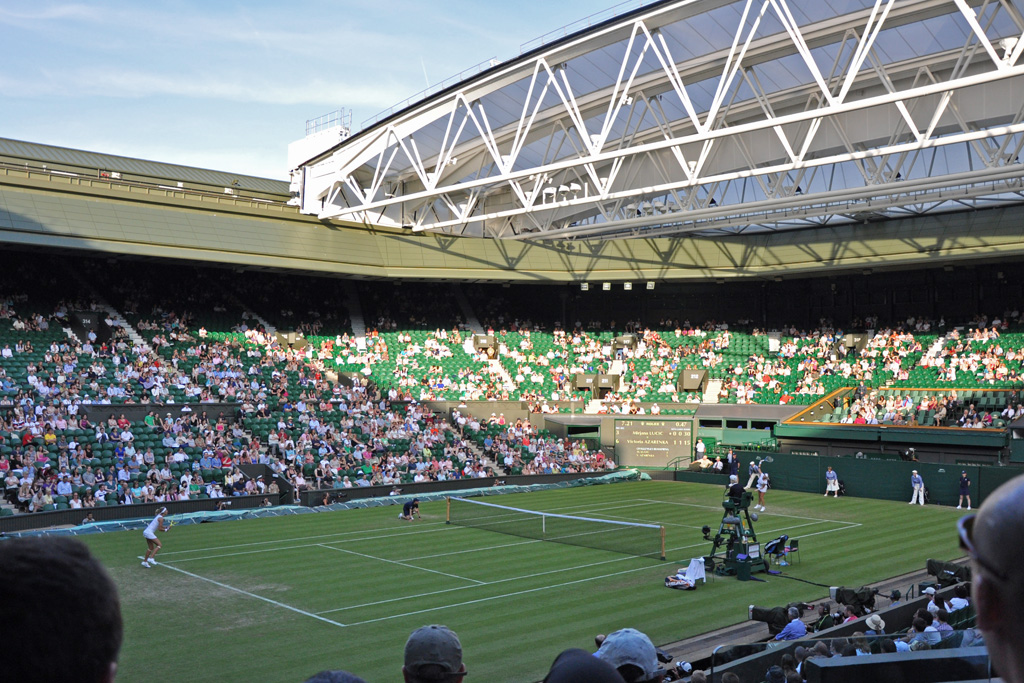
Центральный корт с открытой крышей, 2010 год. Справа — королевская ложа

Главный корт, где проводятся матчи, называется Центральным кортом (англ. Centre Court). Это название связано с фактом, что на Уорпл-роуд, в первом месте расположения Всеанглийского клуба, главный корт занимал место в центре территории; с переездом на Черч-роуд название главного корта сохранилось в силу традиции, но долгое время не соответствовало его реальному расположению, пока в 1980-е годы не началось возведение новых кортов к северу от него. На Центральном корте обычно проходят финальные игры. Поскольку британская погода труднопредсказуема, и дожди не являются редкостью, над Центральным кортом турнира в 2009 году была возведена раздвигающаяся крыша. В середине второго десятилетия XXI века трибуны Центрального корта рассчитаны почти на 15 тысяч зрителей. На южных трибунах Центрального корта расположена Королевская ложа, рассчитанная на 74 места. В ней располагается правящий монарх Соединённого Королевства, если он удостаивает посещением матчи турнира, а также члены королевской семьи Великобритании и других стран, главы государств, крупные военные и гражданские чины, представители ведущих медиаорганизаций и известные игроки. На северной открытой трибуне расположена Международная ложа на 85 мест, предназначенная главным образом для представителей международных теннисных организаций.

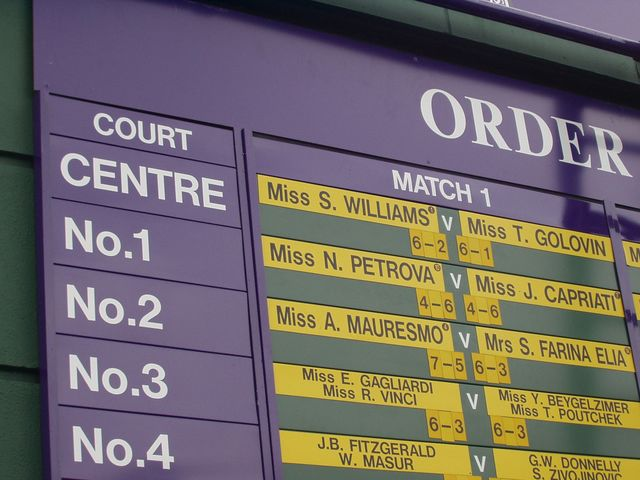
Табло, представляющее порядок проведения матчей

Старый корт № 1, примыкавший к Центральному корту, был в 1997 году заменён новой отдельной ареной к северу от Центрального корта, трибуны которой вмещают большее количество зрителей. Считается, что изначальный корт № 1 обладал уникальной атмосферой и был любим многими игроками, поэтому его реконструкция была встречена с сожалением. На этом корте также проводятся многие важные матчи турнира. К турниру 2019 года на корте № 1 также была установлена раздвижная крыша — стоимость проекта составила 70 млн фунтов. Одновременно количество мест на трибунах корта № 1 было увеличено до более чем 12 300. Вместимость трибун кортов № 2 и № 3 составляет соответственно 4000 и 2000 зрительских мест, а общая вместимость всех кортов чемпионата — 39 тысяч мест.
На кортах Уимблдона отсутствует электрическое освещение, поэтому матчи приходится заканчивать с наступлением темноты. Исключением являются корты с раздвигающейся крышей, на которых матчи могут продолжаться до 11 часов вечера.
Организаторы турнира, в его первые дни вынужденные распределять особенно большое количество матчей по имеющимся в наличии кортам, неоднократно подвергались критике за отдельные решения. Так, в 2011 году матч действующей чемпионки Серены Уильямс с её сестрой Винус проходил на корте № 2, а в 2016 году один из матчей Винус был перенесён на корт № 18. В 2007 году бывшая первая ракетка мира Елена Янкович жаловалась, что её отправили играть на самый маленький из шести главных кортов, добраться до которого можно было «разве что на вертолёте». По утверждению критиков, на главных кортах Уимблдона, в отличие от трёх остальных турниров Большого шлема, проводится больше мужских, чем женских матчей; руководство клуба, однако, отвергает эти обвинения, заявляя, что на Центральном корте и корте № 1 соотношение мужских и женских встреч равное, хотя флуктуации от года к году возможны.

### Сроки проведения
Начало турнира, в первый период своей истории проводившегося в июле, было перенесено на июнь в 1897 году. Долгое время Уимблдонский турнир начинался через две недели после окончания Открытого чемпионата Франции, но начиная с 2015 года пауза между этими двумя соревнованиями увеличена до трёх недель, и таким образом первый игровой день на Уимблдоне приходится на последний понедельник июня. Этот шаг был предпринят, чтобы дать ведущим игрокам возможность приспособиться к травяным кортам после весенне-летнего грунтового сезона, а также восстановиться после Открытого чемпионата Франции.
Турнир продолжается две недели, в которые играются семь кругов в одиночных и шесть в парных разрядах, а также соревнования юношей, девушек, ветеранов и инвалидов-колясочников. В течение первой недели играются матчи начальных раундов основных турниров. Во вторую неделю проводятся 1/16 финала, 1/8 финала, четвертьфиналы, полуфиналы и финал. В воскресенье первой недели матчи традиционно не проводятся. Однако четырежды в истории (в последний раз в 2016 году) дождливая погода вынуждала организаторов устраивать матчи в это воскресенье, чтобы уложиться в рамки турнира. В первые годы проведения турнира финалы проводились до второго воскресенья, и лишь с 1982 года оно стало запланированной частью расписания. До этого игры во второе воскресенье проводились в виде исключения, когда погода не позволяла окончить встречи в субботу. Иногда завершающие матчи откладывались на третью неделю (в том числе в 1919 и 1927 году до вторника, а в 1922 году до среды). Ещё одним распространённым способом компенсировать потерянное из-за дождя время является сокращение игр в мужских парах до победы в двух сетах вместо трёх; в 1982 году это потребовалось сделать даже в финале.

## Участники

### Состав и жеребьёвка
В основной сетке турнира в одиночном разряде, как у мужчин, так и у женщин, участвуют по 128 игроков. В мужском и женском парных турнирах участвуют по 64 пары, а в соревновании смешанных пар — 48. Большинство мест в основной сетке турнира предназначено для игроков и пар, занимающих верхние строчки в профессиональных теннисных рейтингах — Ассоциации теннисистов-профессионалов (ATP) у мужчин и Женской теннисной ассоциации (WTA) у женщин. При этом часть мест в сетках забронировано для победителей квалификационных турниров, предваряющих основной. В мужском одиночном разряде таких мест 16, в женском — 12, в мужском и женском парных разрядах — по 4. Квалификационные турниры во всех этих разрядах проходят в три круга. В смешанном парном разряде квалификация отменена с 1991 года.
Начиная с 1977 года несколько мест в основных сетках также предоставляются решением оргкомитета турнира по системе «уайлд-кард» спортсменам, не входящим в число лидеров рейтинга, на основании их предыдущих успехов или с целью поднять интерес у британских зрителей. С 2003 года между теннисистами, претендующими на уайлд-кард в одиночном разряде, также возможно проведение отборочных матчей. В случае отказа кого-либо из игроков, право которых на выступление в основной сетке турнира обеспечивает рейтинг, результаты квалификационного турнира или уайлд-кард, его место занимает «счастливый неудачник» — один из участников, проигравших в последнем круге квалификации.
Начиная с 1927 года, участники турнира, рассматриваемые как основные претенденты на высокие места, с помощью жеребьёвки разводятся («сеются») по турнирной сетке с тем, чтобы предотвратить встречи фаворитов на первых этапах соревнования. С 2001 года число посеянных участников как мужском, так и в женском одиночном разряде составляет 32 человека; увеличение числа сеяных участников было связано с протестами теннисистов, занимающих высокие места в рейтинге, но неудачно выступающих на травяных кортах, которых организационный комитет часто исключал из посева (в 2001 году это были испанцы Алекс Корретха и Хуан Карлос Ферреро, занимавшие в рейтинге ATP соответственно пятое и девятое места). В женском одиночном разряде, а также в мужском парном и женском парном разряде посев проводится в строгом соответствии с местами, занимаемыми отдельными теннисистками или парами в рейтингах. В мужском одиночном разряде 32 посеянных игрока тоже отбираются строго по их положению в рейтинге ATP, но начиная с 2002 года их взаимное расположение в посеве зависит также от их успехов на травяных кортах в прежние годы. Для этого используется формула подсчёта очков, включающая 100 % очков в текущем рейтинге ATP, 100 % очков, набранных на травяных кортах за последние 12 месяцев (таким образом, включая прошлогодний Уимблдонский турнир) и 75 % от очков, набранных на наиболее удачном для каждого из игроков травяном турнире за предыдущие 12 месяцев.

### Победители и финалисты
В годы после Второй мировой войны для завоевания чемпионского титула в одиночном разряде на Уимблдоне, как правило, необходимо выиграть семь матчей подряд, в парном — шесть. В более ранние периоды, при меньшем числе участников, количество побед, необходимых для завоевания чемпионского звания, могло быть меньше, в том числе в эпоху раунда вызова сохранить титул можно было, выиграв только одну игру — у победителя турнира претендентов.
Несмотря на сильную конкуренцию и длинную дистанцию, целый ряд теннисистов одерживал на Уимблдоне многочисленные победы. У женщин рекордсменками с 20 титулами во всех разрядах являются Билли Джин Кинг и Мартина Навратилова; всего на одну победу меньше у Элизабет Райан, все свои победы одержавшей в парных разрядах — 12 в женском и 7 в смешанном. У мужчин рекордсменом по общему числу титулов — 13 в одиночном и мужском парном разрядах — является Лоуренс Дохерти, многие из своих побед одержавший в раундах вызова. В одиночном разряде рекордное число титулов у женщин — 9 (Навратилова), у мужчин — 8 (Роджер Федерер).
Девять мужчин (включая первого чемпиона Спенсера Гора) и шесть женщин (включая первую чемпионку Мод Уотсон и самую молодую чемпионку Лотти Дод) выиграли Уимблдонский турнир в одиночном разряде с первой попытки; с ростом популярности тенниса в мире и усилением конкуренции такие случаи становились реже и в последний раз новичок выигрывал одиночный турнир на Уимблдоне в начале 1950-х годов. Трое мужчин (Фрэнк Хедоу, Бобби Риггс и Тед Шрёдер) и четыре женщины (Дод, Сюзанн Ленглен, Полин Бетц и Морин Коннолли) за всё время выступления на Уимблдонском турнире не знали поражений; для некоторых из них первое выступление на Уимблдоне было и последним.
С того момента, как в программу Уимбдонского турнира были добавлены женский и смешанный парные разряды, лишь нескольким теннисистам удалось стать его абсолютными чемпионами, победив в один год во всех трёх доступных для них разрядах. У мужчин это случилось четырежды: дважды подряд (в 1937 и 1938 годах) абсолютным чемпионом становился Дон Бадж, в 1939 году — Бобби Риггс и в 1952 году — Фрэнк Седжмен. У женщин звание абсолютной чемпионки завоёвывалось девять раз: трижды Сюзанн Ленглен (в 1920, 1922 и 1925 годах), по два раза Луизой Браф (1948 и 1950) и Билли Джин Кинг (1967 и 1973) и по одному разу Элис Марбл (1939) и Дорис Харт (1951). Составитель официальной истории Уимблдонского турнира Джон Барретт полагает, что подобное неравенство могло быть связано с тем, что лучшие женщины-теннисистки превосходили своих соперниц во всех компонентах игры сильней, чем лучшие мужчины. Пять раз за историю турнира игрок участвовал и проигрывал во всех трёх финалах: у мужчин — Говард Кинси в 1926 и Джефф Браун в 1946 году, а у женщин — Дорис Харт в 1948, Маргарет Смит-Корт в 1971 и Бетти Стове в 1977 году.
Также редки за историю мужских соревнований чемпионы, завоёвывавшие титул, не отдав соперникам ни одного сета на полной дистанции. В мужском одиночном разряде такое случалось 5 раз: в 1938 году этого успеха добился Дон Бадж, в 1955 году Тони Траберт, в 1963 году Чак Маккинли, в 1976 году Бьорн Борг и в 2017 году Роджер Федерер (рекордно низкое число геймов — 37 — отдал соперникам в 1947 году Джек Креймер, проигравший один сет в семи матчах). В мужском парном разряде таких случаев всего два: в 1947 году (Джек Креймер и Боб Фалкенбург) и в 1967 году (Фрю Макмиллан и Боб Хьюитт). В женских и смешанном турнирах такое происходит намного чаще, поскольку игра идёт до победы в двух, а не трёх сетах; в миксте такие победы с 1922 по 2019 год одерживались 13 раз, в женском одиночном и женском парном разряде — более 20 раз в каждом. Наибольшее число сетов по пути к победе, отдававшееся в мужских турнирах — 10 (Макс Пёрселл и Мэттью Эбден, 2022), в смешанном — 5 и в женских — 4 (один раз в одиночном и дважды в парном разряде). Анри Коше, чемпион 1927 года в одиночном разряде, трижды подряд — в четвертьфинале, полуфинале и финале — одерживал победу, проигрывая по ходу матча 0:2 по сетам.
Со времени введения на турнире посева сильнейших игроков именно они в основном становились чемпионами. Однако несколько исключений за этот 95-летний отрезок всё-таки зафиксированы. В мужском одиночном разряде несеяные игроки побеждали дважды — Борис Беккер в 1985 и Горан Иванишевич в 2001 году; Иванишевич стал также первым чемпионом, которому для участия в турнире понадобился уайлд-кард. В 1996 году чемпионом стал Рихард Крайчек, включённый в число сеяных участников в последний момент после отказа одного из игроков, занимавших более высокое место в рейтинге. В женском одиночном разряде первой несеянной чемпионкой стала Маркета Вондроушова в 2023 году. В парных разрядах, где число посеянных пар меньше, несеяные участники добивались успеха чаще, а в 2005 году Уэсли Муди и Стивен Хасс — десятая за историю мужская несеяная пара, завоевавшая титул, — стали также первыми чемпионами, начавшими турнир с квалификационного этапа. Несеяные женские пары пять раз завоёвывали титул, в последний раз в 1977 году, а в смешанных парах такое случалось более десяти раз.
Два раза за историю мужского и один раз за историю женского одиночного турнира прошлогодний победитель выбывал из борьбы уже в первом круге. У мужчин поражение таким образом потерпели чемпион 1966 года Мануэль Сантана и победитель 2002 года Ллейтон Хьюитт (Хьюитт, занимавший также первую строчку в текущем рейтинге, проиграл 203-й ракетке мира — Иво Карловичу, проводившему свой первый матч в основной сетке турнира Большого шлема), а у женщин — чемпионка 1993 года Штеффи Граф. Помимо этого, у женщин в первом круге трижды выбывали спортсменки, посеянные под первым номером — Маргарет Смит в 1962 и Мартина Хингис в 1999 и 2001 годах.
| Страна         | Побед | Год первой победы |
| -------------- | ----- | ----------------- |
| Австралия      | 21    | 1907              |
| Великобритания | 37    | 1877              |
| Германия       | 4     | 1985              |
| Египет         | 1     | 1954              |
| Испания        | 3     | 1966              |
| Нидерланды     | 1     | 1996              |
| Новая Зеландия | 4     | 1910              |
| Сербия         | 7     | 2011              |
| США            | 33    | 1920              |
| Франция        | 7     | 1924              |
| Хорватия       | 1     | 2001              |
| Чехословакия   | 1     | 1973              |
| Швейцария      | 8     | 2003              |
| Швеция         | 7     | 1976              |

| Страна         | Побед | Год первой победы |
| -------------- | ----- | ----------------- |
| Австралия      | 6     | 1965              |
| Бразилия       | 3     | 1959              |
| Великобритания | 36    | 1884              |
| Германия       | 9     | 1931              |
| Испания        | 2     | 1994              |
| Казахстан      | 1     | 2022              |
| Россия         | 1     | 2004              |
| Румыния        | 1     | 2019              |
| США            | 57    | 1905              |
| Франция        | 8     | 1919              |
| Чехия          | 3     | 1998              |
| Швейцария      | 1     | 1997              |

## Финансы и призы

### Доходы организаторов
Первый чемпионат Всеанглийского крокетного и лаун-теннисного клуба в 1877 году был, как считается, проведён с целью сбора денег на оборудование для выравнивания кортов и принёс порядка десяти фунтов прибыли от взносов за участие и платы за входные билеты. В дальнейшем турнир продолжал каждый год приносить своим организаторам прибыли, за исключением 1895 года, когда в бухгалтерских книгах был зафиксирован убыток в размере 33 фунтов (это был год с почти рекордно низким числом участников в мужском одиночном разряде — только 18 человек, в женском же турнире было всего 9 участниц). 1890-е годы были временем пониженного интереса к Уимблдонскому турниру, и прибыли, в предыдущее десятилетие составлявшие в среднем 500 фунтов в год, с 1892 по 1901 год упали до 180 фунтов в год.
До 1906 года Всеанглийский клуб был единственной организацией, проводившей Уимблдонский турнир; с 1906 года в организационный комитет турнира были введены представители британской Ассоциации лаун-тенниса (АЛТ), и с 1922 года — времени переезда турнира на новое место — между этими двумя органами существует формальное соглашение, согласно которому доходы от проведения чемпионата поступают АЛТ. С 1922 по 1939 год средняя годовая прибыль от турнира составляла порядка 10 тысяч фунтов, а в 1933 году превысила 16 тысяч.
Даже в первый послевоенный год Уимблдонский турнир оставался прибыльным предприятием, хотя в этом году организаторы получили от него всего 750 фунтов стерлингов чистой прибыли — остальная выручка ушла на восполнение фондов, опустошённых шестью годами, когда чемпионат не проводился. В дальнейшем, однако, доходы снова резко возросли, уже в пятилетие с 1946 по 1950 год составив в среднем 14 тысяч в год, в следующие пять лет — 43 тысячи, а в начале 1970-х годов приблизившись к 80 тысячам ежегодно. Рост замедлился в конце 1960-х годов из-за вступления в Открытую эру: если в 1967 году чистая прибыль составила около 55 тысяч, то год спустя, с учётом выплаты 26 тысяч фунтов в виде призовых денег участникам, АЛТ досталось всего 36 тысяч фунтов. Однако за счёт возвращения на корты Уимблдона сильнейших профессионалов временный спад в доходах был быстро преодолён, и уже в 1969 году АЛТ получила больше 90 тысяч фунтов даже после вычета призовых.
В дальнейшем доходы продолжали стремительно расти, так что в последнее десятилетие XX века прибыль организаторов турнира составила около 250 миллионов фунтов, значительная часть которых была получена за счёт продажи прав на телевизионные трансляции. К началу второго десятилетия нового века ежегодные прибыли от турнира превысили 30 миллионов фунтов, однако АЛТ подвергается резкой критике за неудачное вложение этих средств, которое не приводит к прогрессу британского тенниса в целом.

### Призовые суммы
Перед первым чемпионатом Всеанглийского клуба были учреждены два приза — «золотой» победителю и «серебряный» финалисту. Стоимость первого приза составляла 12 гиней, второго — 7 гиней; для третьего места предназначался приз ценой в три гинеи.
До 1881 года участники, занявшие в турнире места сразу за призёрами (до пятого, шестого или восьмого места включительно) получали обратно свой денежный взнос за участие. После этого на протяжении долгого времени турнир считался сугубо любительским, и денежного вознаграждения его участникам формально не полагалось; в 1950-е и первой половине 1960-х годов это с одной стороны приводило к регулярному оттоку лучших игроков в профессиональный тур, а с другой — к выработке положения, при котором такие игроки за участие получали приличные суммы денег, но не как гонорары, а как «компенсацию» расходов на дорогу, проживание и прочие нужды. Такой статус-кво журналисты называли «лжелюбительством» (англ. shamateurism).
Ситуация изменилась после начала Открытой эры, когда призовые выплаты игрокам стали официальными. На первом открытом Уимблдоне общая сумма призовых составляла 26 150 фунтов, из которых две тысячи получал чемпион в одиночном разряде у мужчин, а 750 — чемпионка среди женщин. Однако каждый участник получал хотя бы что-то, включая проигравших в первом круге (50 фунтов у мужчин и 25 у женщин). Эти суммы были скромными по сравнению с состоявшимся вскоре Открытым чемпионатом США, но отличие заключалось в том, что на США призовые деньги были получены от спонсоров, тогда как в Англии Ассоциация лаун-тенниса делила с игроками собственную выручку от турнира. В дальнейшем призовые выплаты на Уимблдоне стремительно росли и всего через восемь лет увеличились более чем в шесть раз, причём у женщин этот рост был ещё больше и чемпионке 1976 года выплатили в 13 раз больше, чем в 1968 году — 10 тысяч фунтов. С 1975 года призовые начали выплачивать также на утешительном турнире Wimbledon Plate. Именно в этом году общий размер призового фонда превысил 100 тысяч фунтов, а менее чем через десять лет, в 1984 году — миллион. Планка в десять миллионов была преодолена в 2005 году.
Мужчины-победители Уимблдонского турнира начиная с 1968 года получали бо́льшие суммы призовых денег, чем победители-женщины. Лишь в 2007 году в результате острой критики этого положения было принято решение впервые в истории Уимблдона (и позже всех остальных турниров Большого шлема) уравнять размер призовых для мужчин и женщин — победители одиночных турниров в обоих разрядах получили по 700 тысяч фунтов стерлингов. Это произошло через год после аналогичного шага на Открытом чемпионате Франции и через 34 года после начала выплаты равных призовых на Открытом чемпионате США (Открытый чемпионат Австралии официально уравнял призовые в 2001 году).
Значительный рост призового фонда Уимблдона состоялся в 2012 и 2013 годах (на 10 и 40 процентов соответственно). Основная масса дополнительного финансирования пошла на увеличение призовых сумм игрокам, выбывшим из борьбы в первых кругах и квалификационном турнире.
В 2013 году суммарный призовой фонд турнира превысил сумму в 20 миллионов фунтов стерлингов. Он достиг 25 миллионов фунтов в 2014 году, а на следующий год выплаты проигравшим в первом круге были подняты до 29 000 фунтов.

#### Денежные выплаты игрокам в 2016 году
Призовые суммы приводятся в фунтах стерлингов на основании данных на официальном сайте турнира. Для парных разрядов указаны суммарные призовые на обоих игроков пары.
| Круг                                   | Одиночный разряд | Мужской и женский парный разряд | Смешанный парный разряд |
| -------------------------------------- | ---------------- | ------------------------------- | ----------------------- |
| 1-й круг квалификации                  | 3750             |                                 |                         |
| 2-й круг квалификации                  | 7500             |                                 |                         |
| 3-й круг квалификации                  | 15 000           |                                 |                         |
| 1-й круг (одиночный разряд)            | 30 000           |                                 |                         |
| 2-й круг (одиночный)/1-й круг (парный) | 50 000           | 9250                            | 1500                    |
| 3-й круг (одиночный)/2-й круг (парный) | 80 000           | 14 250                          | 3000                    |
| 1/8 финала                             | 132 000          | 23 250                          | 6000                    |
| 1/4 финала                             | 250 000          | 44 000                          | 12 000                  |
| 1/2 финала                             | 500 000          | 88 000                          | 25 000                  |
| Финалист                               | 1 000 000        | 175 000                         | 50 000                  |
| Чемпион                                | 2 000 000        | 350 000                         | 100 000                 |

В соревнованиях участников на инвалидных колясках общая сумма призового фонда в одиночном разряде в 2016 году составляет 150 тысяч фунтов стерлингов, в парном — 50 тысяч. В пригласительном парном турнире ветеранов общий призовой фонд в 2016 году составляет 411 тысяч фунтов стерлингов.

### Награды

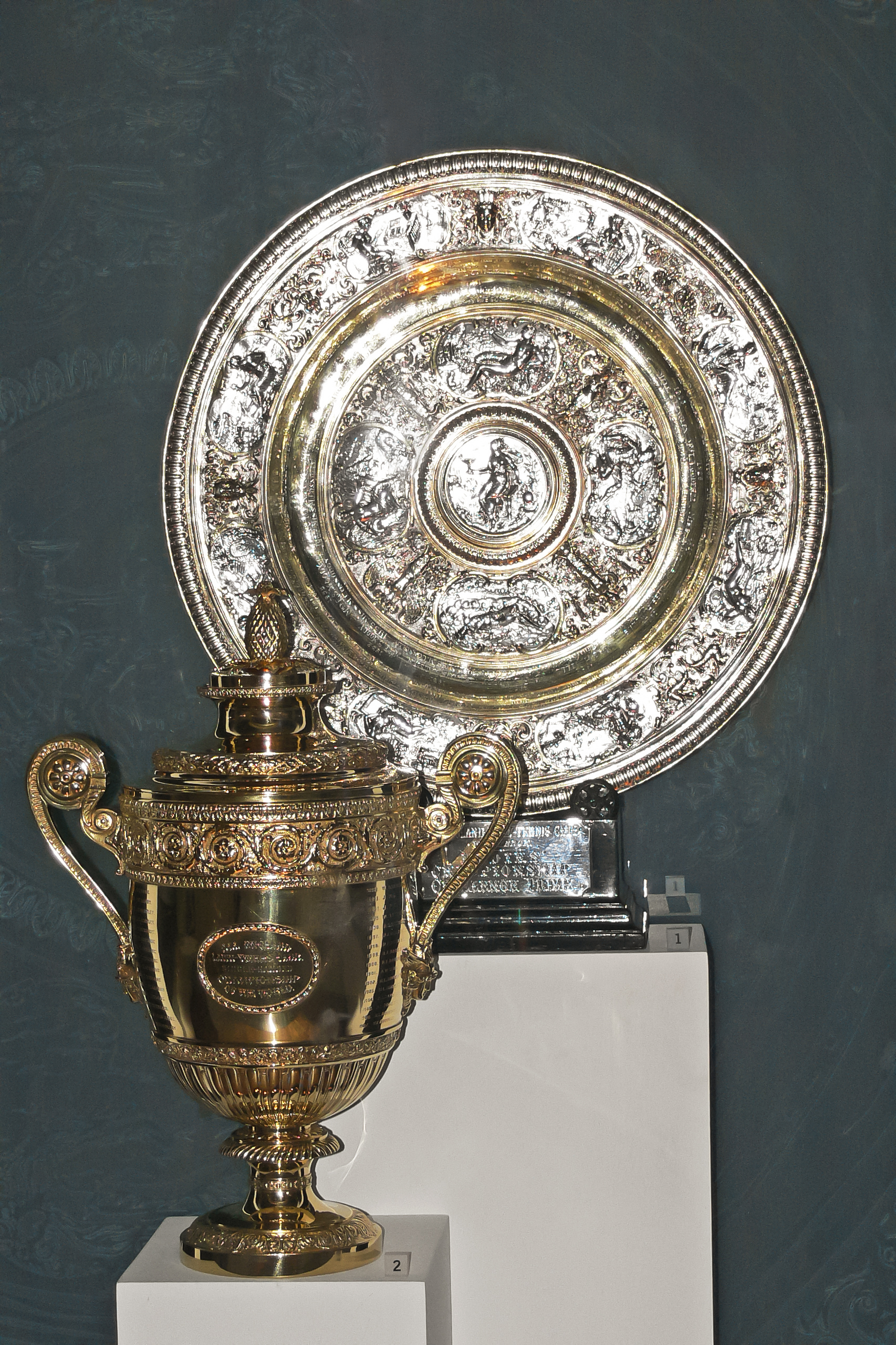
Призы за победу в мужском (на переднем плане) и женском одиночном разряде

Начиная с первого розыгрыша Уимблдонского турнира его победитель получал на год в своё распоряжение переходящий серебряный кубок, стоивший в то время 25 гиней. Первый кубок (названный в честь учредителя Кубком газеты Field, англ. The Field Cup) перешёл в вечное владение Уильяма Реншоу, ставшего первым трёхкратным чемпионом Всеанглийского клуба, в 1883 году, и на следующий год клуб учредил новую переходящую награду стоимостью уже 50 гиней, всего через три года также доставшуюся в вечное владение Реншоу. С 1887 года пункт регламента, согласно которому трёхкратный победитель получает кубок навсегда, был отменён, и приобретённый в этом году новый Кубок вызова из позолоченного серебра стоимостью 100 гиней продолжает вручаться до настоящего времени. Высота кубка — 18 дюймов (45,7 см), диаметр — 7½ дюйма (19 см), чемпионы получают навсегда уменьшенную копию награды (с 2006 года в ¾ полного размера). На кубке выгравированы имена всех чемпионов в мужском одиночном разряде до 2009 года, и после этого для него была сделана подставка, на которой продолжают гравировать имена новых чемпионов. В 1905 и 1908 годах были учреждены призы для победителей турнира претендентов, известные как Кубок Реншоу и Кубок Президента (учредителем последнего стал бывший с 1907 года президентом Всеанглийского клуба принц Уэльский — будущий король Георг V); после 1922 года, когда был отменён раунд вызова, их также стали вручать чемпионам, пока они не были окончательно переданы в музей Всеанглийского клуба в 1989 и 1994 годах соответственно.
Победительница в женском турнире получает серебряное круглое блюдо диаметром 18¾ дюйма (47,6 см), которое получило название «Блюдо Винус Роузуотер» (Venus Rosewater Dish); этот приз вручается победительнице женского одиночного турнира с самого начала его проведения в 1884 году. В настоящее время после церемонии награждения блюдо возвращается в музей Всеанглийского клуба, а чемпионка получает его уменьшенную копию. Диаметр блюда-копии с 1949 по 2006 год составлял 8 дюймов, с 2007 года — 14 дюймов. На основном блюде гравируются годы и имена всех победительниц турнира в одиночном разряде (до 1957 года на вогнутой стороне блюда, а с 1958 года на выпуклой).

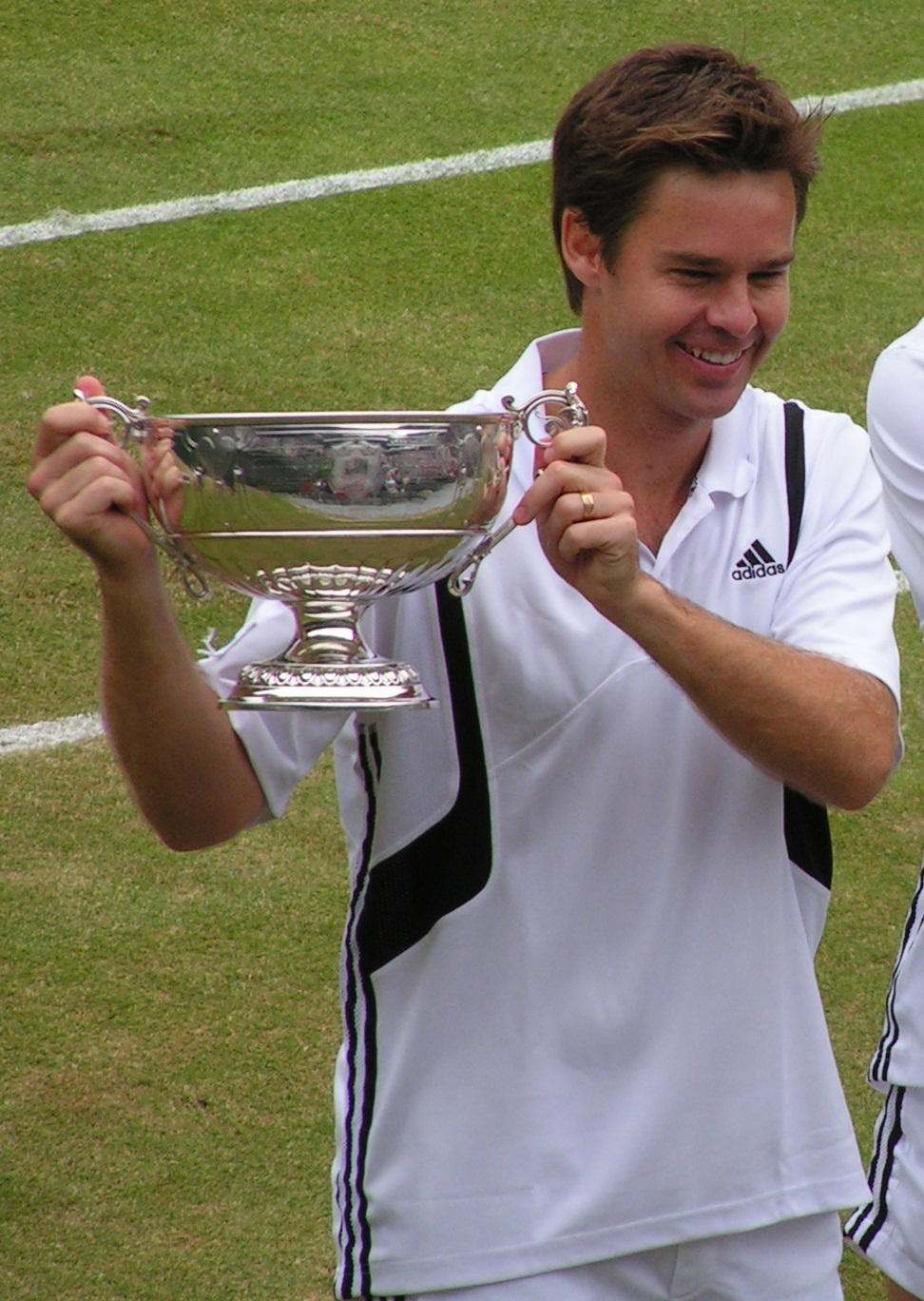
Тодд Вудбридж с кубком за победу в мужском парном разряде

Приз победителям в мужском парном разряде является старейшим из вручаемых в настоящее время, он был учреждён ещё в 1879 году Лаун-теннисным клубом Оксфордского университета и с минимальными изменениями в дизайне передан Всеанглийскому клубу в 1884 году. Приз, изготовленный из чистого серебра и стоивший в год создания 60 гиней, представляет собой чашу высотой 9 дюймов и диаметром 11 дюймов с двумя ручками на ножке. С 1937 года вручается дополнительный приз аналогичного дизайна, но с отличной от первого гравировкой. Приз за победу в женском парном разряде, учреждённый герцогиней Кентской в 1949 году, представляет собой кубок с крышкой и двумя ручками, высотой 17 дюймов и диаметром 4½ дюйма у основания и 6 дюймов у верхней кромки. Кубок победителям в миксте учреждён также в 1949 году семьёй С. Г. Смита, чемпиона 1902 и 1906 годов в парном разряде. Кубок на высокой ножке с двумя ручками и крышкой, изготовленный из чистого серебра, также имеет высоту 17 дюймов, его диаметр у основания 5½, а у верхней кромки 6½ дюймов. В 2001 году Всеанглийский клуб заказал два приза, идентичных учреждённым в 1949 году, с тем, чтобы каждому из победителей в процессе церемонии награждения вручался отдельный кубок. С 1987 года финалистам во всех пяти разрядах вручаются серебряные блюда с изображениями Центрального корта и здания Всеанглийского клуба. Диаметр блюд, вручаемых финалистам в одиночных разрядах, составлявший 10 дюймов до 1997 года, был увеличен до 14 дюймов в 1998 году; финалисты в парных разрядах получают блюда диаметром 8 дюймов. Помимо этого, финалисты и полуфиналисты во всех разрядах награждаются медалями — соответственно серебряными и бронзовыми. Победители Уимблдонского турнира в одиночном разряде становятся пожизненными почётными членами Всеанглийского клуба лаун-тенниса и крокета.
С 1976 года победителю в одиночном разряде среди юношей вручается кубок, пожертвованный семьёй трёхкратного чемпиона Артура Гора. Гор получил этот трофей в 1901 году, выиграв турнир претендентов. Победительница в одиночном разряде среди девушек с 1976 года получает кубок, пожертвованный семьёй известной теннисистки конца XIX века Берты Стидман; сама Стидман получила его в вечное владение в 1895 году, трижды подряд победив с Бланш Бингли-Гильярд на Всеанглийском чемпионате в Бакстоне. Кубки победителям в юношеских парных разрядах учреждены Всеанглийским клубом в 1985 году, через три года после того, как эти соревнования получили официальный статус Всеанглийских чемпионатов.
С 1949 года награды победителям в мужском одиночном разряде традиционно вручаются на Центральном корте, а с 1954 года эта традиция распространилась и на победительниц в женском одиночном разряде. Призы победителям в парных разрядах с середины 1960-х годов, как правило, вручаются в Королевской ложе. Чаще всего награды вручает герцог Йоркский или его жена, однако несколько раз за историю победителей награждал правящий монарх (Георг VI, а позже Елизавета II), другой член королевской семьи или специально приглашённая знаменитость.

## Рекорды
Чемпионские звания
| Показатель                                     | Мужчины                                                      | Женщины |
| ---------------------------------------------- | ------------------------------------------------------------ | --- |
| Наибольшее количество титулов во всех разрядах | 13 ( Лоуренс Дохерти, 5+8+0, 1897—1906)                      | 20 ( Билли Джин Кинг, 6+10+4, 1961—1979) 20 (/ Мартина Навратилова, 9+7+4, 1976—2003)                                                                        |
| Наибольшее число титулов в одиночном разряде   | 8 ( Роджер Федерер, 2003—2007, 2009, 2012, 2017)             | 9 ( Мартина Навратилова, 1978—1979, 1982—1987, 1990) |
| Наибольшее число титулов в парных разрядах     | 9 ( Тодд Вудбридж, мужские пары, 1993—1997, 2000, 2002—2004) | 12 ( Элизабет Райан, женские пары, 1914, 1919—1923, 1925—1927, 1930, 1933—1934) 7 ( Элизабет Райан, смешанные пары, 1919, 1921, 1923, 1927—1928, 1930, 1932) |

Возраст и продолжительность карьеры
| Показатель                                           | Мужчины | Женщины |
| ---------------------------------------------------- | --- | --- |
| Самый молодой чемпион                                | 17 лет 227 дней ( Борис Беккер, 1985, одиночный разряд) 17 лет 241 день ( Деннис Ралстон, 1960, мужские пары) 20 лет 328 дней ( Род Лейвер, 1959 год, смешанные пары) | 15 лет 282 дня ( Мартина Хингис, 1996, женские пары) 15 лет 285 дней ( Лотти Дод, 1887, одиночный разряд) 17 лет 206 дней ( Трейси Остин, 1980, смешанные пары)                   |
| Самый молодой чемпион в юношеских одиночных разрядах | 15 лет 242 дня ( Давид Шкох, 1992) | 13 лет 276 дней ( Мартина Хингис, 1994 год) |
| Самый возрастной чемпион                             | 43 года 226 дней Гарднар Маллой, 1957, мужские пары) 42 года 28 дней ( Шервуд Стюарт, 1988, смешанные пары) 41 год 182 дня ( Артур Гор, 1909, одиночный разряд)       | 46 лет 264 дня ( Мартина Навратилова, 2003, смешанные пары) 42 года 152 дня ( Элизабет Райан, 1934, женские пары) 37 лет 282 дня ( Шарлотта Купер-Стерри, 1908, одиночный разряд) |
| Самый молодой участник в основной сетке              | 15 лет 231 день ( Сидни Вуд, 1927) | 14 лет 90 дней ( Дженнифер Каприати, 1990) 14 лет 91 день ( Кэти Риналди, 1981)                                                                                                   |
| Самый возрастной участник в основной сетке           | 65 лет 320 дней ( Жан Боротра, 1964, смешанные пары) 55 лет 247 дней ( Джозия Ричи, 1926, одиночный разряд)                                                           | 55 лет 304 дня ( Мейдлин О’Нилл, 1923, смешанные пары) 54 года, 304 дня ( Мейдлин О’Нилл, 1922, одиночный разряд)                                                                 |
| Самый молодой сеяный участник в одиночном разряде    | 17 лет 19 дней ( Бьорн Борг, 1973) | 14 лет 89 дней ( Дженнифер Каприати, 1990) |
| Самый возрастной сеяный участник в одиночном разряде | 41 год 45 дней ( Панчо Гонсалес, 1969) | 39 лет 210 дней ( Билли Джин Кинг, 1983) |
| Наибольшее число побед подряд                        | 41 ( Бьорн Борг, 1976—1981, одиночный разряд) 35 ( Тодд Вудбридж/Марк Вудфорд, 1993—1998, мужские пары)                                                               | 50 ( Хелен Уиллз-Муди, 1927—1930, 1932—1933, 1935, 1938, одиночный разряд) 32 ( Дорис Харт, 1951—1955, 1958, смешанные пары) 29 (/ Наталья Зверева, 1991—1995, женские пары)      |
| Наибольшее число турниров за карьеру                 | 35 ( Жан Боротра, 1922—1939, 1948—1964) 34 ( Артур Гор, 1888—1894, 1896—1914, 1919—1922, 1924—1927)                                                                   | 31 (/ Мартина Навратилова, 1973—1996, 2000—2006) 26 подряд ( Вирджиния Уэйд, 1962—1987)                                                                                           |

Другие рекорды
| Показатель                                    | Мужчины | Женщины |
| --------------------------------------------- | --- | --- |
| Самый длинный матч                            | 11 часов 5 минут ( Джон Изнер — Николя Маю 6-4 3-6 6-7(7) 7-6(3) 70-68, 2010)                                          | 3 часа 45 минут ( Чанда Рубин — Патрисия Хай-Буле 7-6(4) 6-7(5) 17-15, 1995) |
| Самый длинный решающий сет                    | 138 геймов, 8 часов 10 минут ( Джон Изнер — Николя Маю 6-4 3-6 6-7(7) 7-6(3) 70-68, 2010)                              | 56 геймов (Бренда Шульц/ Михил Схаперс — Андреа Темешвари/ Том Нейссен 6-3 5-7 29-27, 1991) 32 гейма ( Чанда Рубин — Патрисия Хай-Буле 7-6(4) 6-7(5) 17-15, 1995) 32 гейма (Катарина Среботник/ Лизель Хорн — Кристи Богерт/ Анн-Гаэль Сидо 6-4 1-6 17-15, 1999) |
| Самый длинный финал                           | 4 часа 57 минут ( Новак Джокович — Роджер Федерер 7-6(5) 2-6 7-6(4) 4-6 13-12(3), 2019)                                | 2 часа 49 минут (Штеффи Граф/ Габриэла Сабатини — Наталья Зверева/ Лариса Савченко 6-3 1-6 12-10, 1988) |
| Самый короткий финал                          | 37 минут ( Уильям Реншоу — Джон Хартли 6-0 6-1 6-1, 1881) 40 минут ( Фред Перри — Готфрид фон Крамм 6-1 6-1 6-0, 1936) | 23 минуты ( Сюзанн Ленглен — Молла Маллори 6-2 6-0, 1922) 24 минуты ( Доротея Ламберт-Чамберс — Дора Бутби 6-0 6-0, 1911) 25 минут ( Сюзанн Ленглен — Джоан Фрай 6-2 6-0, 1925)                                                                                  |
| Самая быстрая подача                          | 148 миль в час (238 км/ч, Тейлор Дент, 2010)                                                                           | 129 миль в час (208 км/ч, Винус Уильямс, 2008) |
| Наибольшее число подач навылет за один турнир | 212 ( Горан Иванишевич, 2001)                                                                                          | 80 ( Серена Уильямс, 2015) |
| Наибольшее число подач навылет за один матч   | 113 ( Джон Изнер, 2010)                                                                                                | |

## Традиции

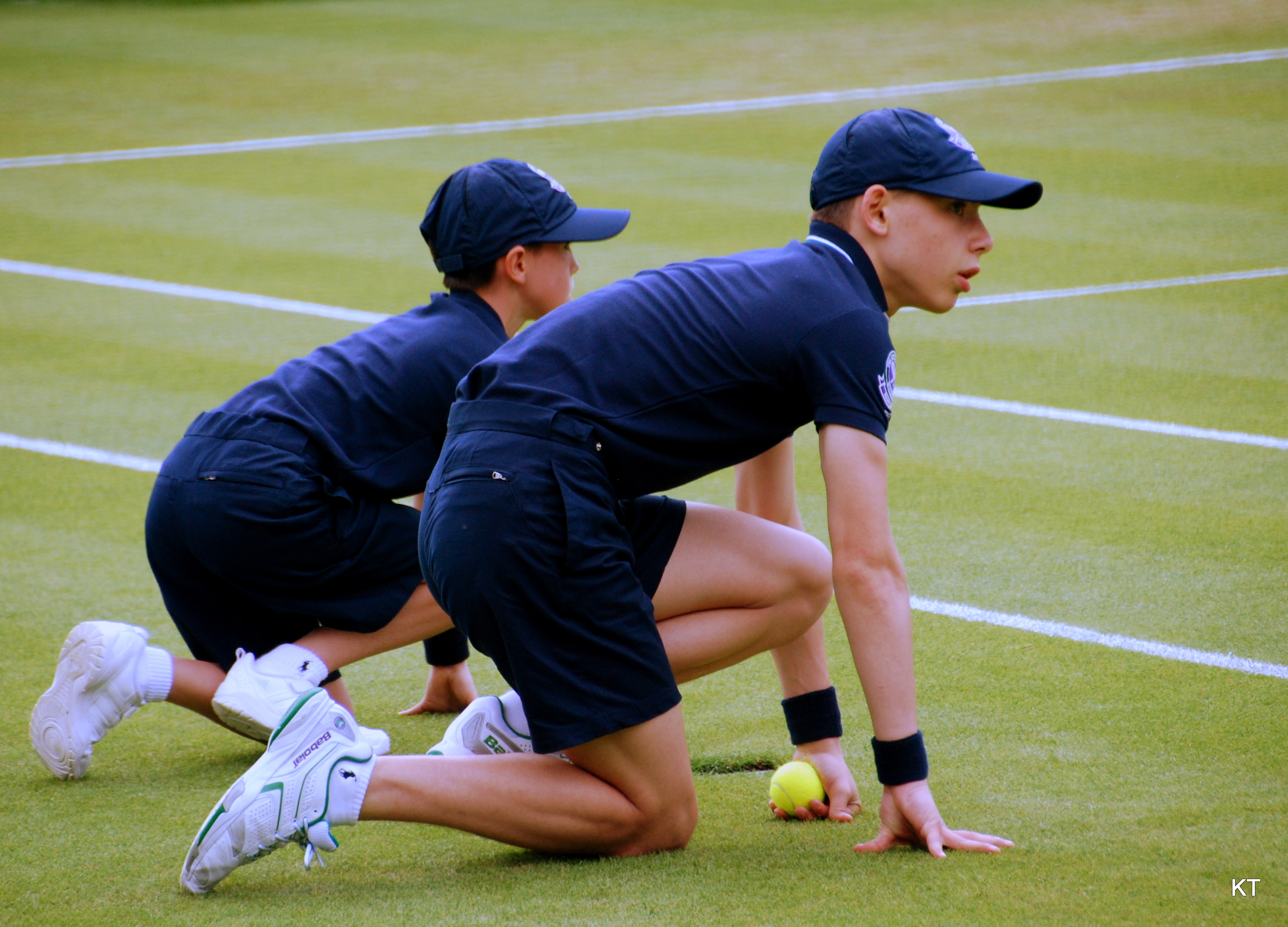
Мальчики, подающие мячи, на корте № 3

Традиционными цветами Уимблдона являются зелёный и фиолетовый, но форма теннисистов должна быть почти полностью белой. Официальное определение в правилах турнира с 1963 года требовало «преимущественно белой» формы, а с 1995 года — «почти полностью белой». С 2014 года определение стало более конкретным и требует, чтобы цвета, отличные от белого, ограничивались каймой шириной до одного сантиметра на воротнике или по краю рукавов и шорт. Это же требование распространяется на подкладку головных уборов, банданы, напульсники и носки. Основной цвет одежды и обуви должен быть чисто белым, грязно-белый или пастельные тона не допускаются, как и цветные шнурки и подошвы. Запрещена форма, на которой имеются крупные эмблемы производителей. Эти правила распространяются не только на верхний слой одежды, но и на бельё, которое может стать видным в процессе игры — например, если верхнюю одежду пропитает пот. Жертвами жёстких запретов на отклонение от белого цвета в разные годы становились Майк и Боб Брайаны, которых заставили завернуть под шорты их обычные чёрные подштанники и снять кепки с чёрным низом козырька; Роджер Федерер, которому пришлось сменить туфли с оранжевыми подошвами; и Ник Кирьос, на чьей фирменной уимблдонской наголовной повязке зелёно-фиолетовая полоса оказалась шире разрешённого. Среди игроков, выступивших с публичным осуждением чрезмерно консервативного дресс-кода Всеанглийского клуба, были Федерер, Каролина Возняцки, Пэт Кэш и Бетани Маттек-Сандс. У судей на вышке, лайнсменов и детей, подающих мячи, своя форма, дизайном которой в XXI веке занимается фирма Polo Ralph Lauren. В этой форме с 2006 года доминируют тёмно-синий и белый цвета, сменившие традиционные зелёный и фиолетовый, которые сохранились в виде каймы вокруг воротника свитера у судей и диагональных полос через грудь у детей, подающих мячи.
На табло, представляющих турнирную сетку и счёт отдельных матчей, игроки мужского пола традиционно обозначаются только фамилиями. До 2009 года фамилии участниц-теннисисток предварялись буквами «Miss» или «Mrs» («миссис»). С 2009 года вместо этого используются личные имена участниц, что сделано по двум причинам — приблизить форму представления игроков обоих полов и избежать путаницы в случае встреч между сёстрами. По ходу матча, однако, рефери продолжали называть теннисисток «миссис» или «мисс», объявляя о присуждении очка. В 2022 году обращения «Miss» или «Mrs» были полностью отменены.

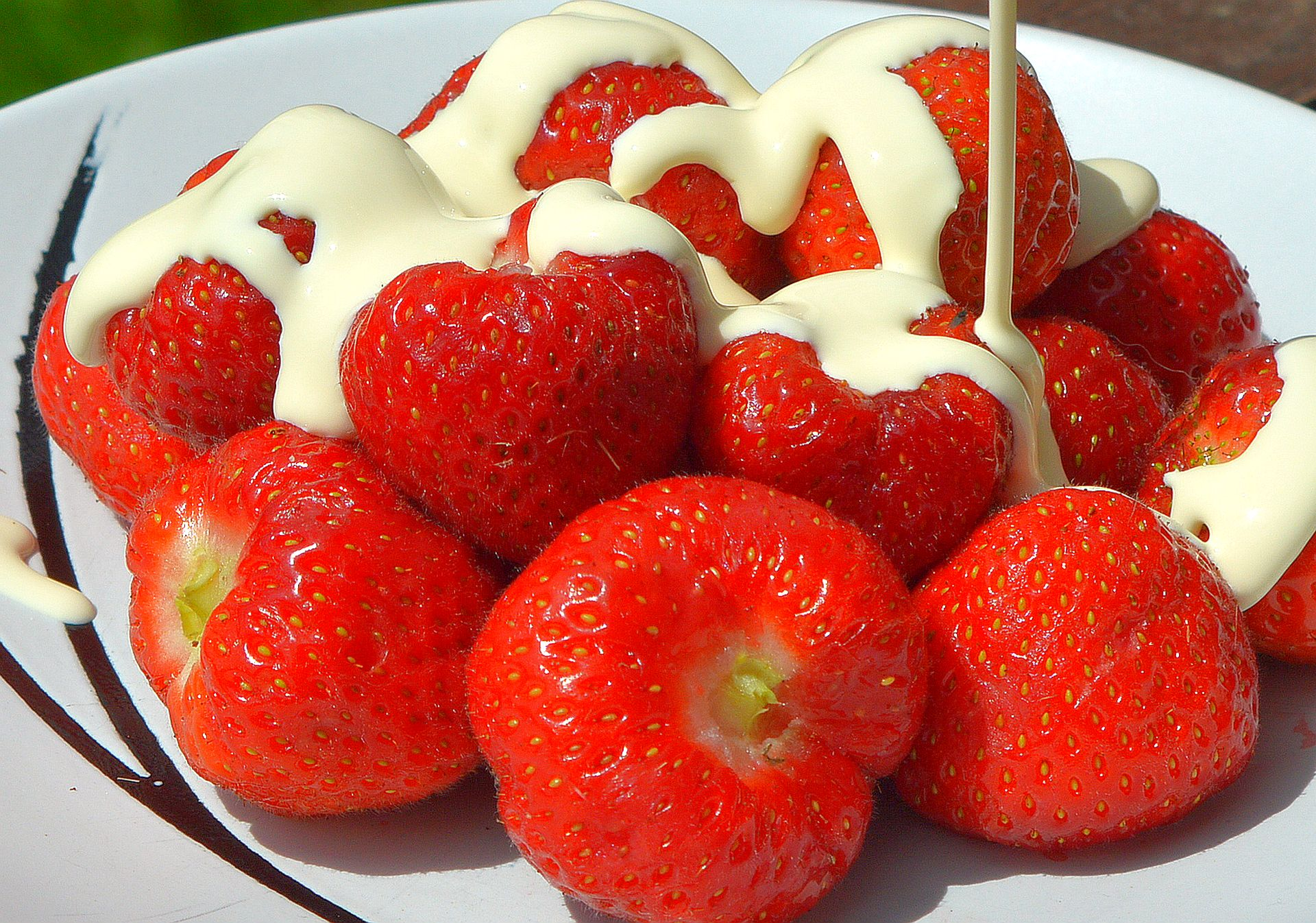
Уимблдонская клубника со сливками

Традиционным угощением на турнире является свежая клубника со сливками и шампанское. В каждой порции клубники содержится не менее 10 ягод, которые выращены обязательно на территории Англии; как правило, это отборная клубника сорта Кент. За время чемпионата распродаётся около 28 тонн клубники, к которой подаётся 7000 литров свежих сливок. С 2001 года официальным шампанским турнира является Lanson, производители которого были спонсорами этого соревнования уже в конце 1970-х годов. Ещё одним алкогольным напитком, прочно ассоциируемым с Уимблдонским турниром, является английский крюшон Pimm’s, чрезвычайно популярный у его посетителей, хотя его производитель не является официальным спонсором турнира — за две недели игр посетители выпивают 320 тысяч стаканов Pimm’s, почти столько же, сколько чая и кофе вместе взятых. Давним партнёром Уимблдона является производитель безалкогольных напитков Robinsons (с 1935 года; при этом официальной водой на Уимблдоне с 2008 года стала Evian).
С 1935 года Уимблдонский турнир завершался ежегодным балом АЛТ. В 1977 году, в рамках празднования столетия турнира, бал АЛТ был перенесён на субботу его первой недели, чтобы освободить место для юбилейного бала. С тех пор суббота первой недели турнира остаётся постоянной датой проведения бала АЛТ, а его последний вечер зарезервирован для ежегодного Ужина чемпионов. В 2015 году, после перерыва, длившегося несколько десятилетий, Серена Уильямс и Новак Джокович на этом ужине возродили традицию совместного танца победителей в одиночном разряде.

## Средства массовой информации
В XXI веке Уимблдонский турнир ежегодно освещают более 700 газетных репортёров и радиожурналистов, в среднем от 450 до 500 в день. Из этого числа около половины составляют британские журналисты, в том числе до 12 от каждой из ведущих национальных газет и новостных агентств; общее число репортёров может уменьшаться, когда даты проведения турнира совпадают с крупными футбольными соревнованиями — чемпионатом мира или чемпионатом Европы. Из остальных стран наиболее широко обычно представлены США (35—45 журналистов ежегодно), а также Франция, Италия, Япония, Германия и Швейцария (от 20 до 40); как правило, число журналистов коррелирует с количеством участников от данной страны. Помимо этого, на соревнованиях присутствует около двух сотен фотографов от национальных и международных новостных агентств. Пресс-центр в Миллениум-билдинге предоставляет журналистам 300 полностью оборудованных рабочих мест, распределяемых в соответствии с негласной иерархией.
Телевизионные трансляции с Уимблдона ведутся начиная с 1937 года (с 1967 года — в цвете). Турнир освещают более чем 2500 тележурналистов из 80 вещательных компаний, основной из которых остаётся Би-би-си, помимо собственно Великобритании предоставляющая материал более чем 40 международным телесетям. Прямые трансляции ведутся с девяти кортов в первую неделю турнира (больше, чем на любом другом турнире Большого шлема) и с семи — во вторую.

## Уимблдонский турнир в культуре

### Искусство
За время своего существования Уимблдонский турнир становился фоном действия ряда художественных произведений в различных видах искусства, включая литературу, кинематограф и живопись. Среди известных писателей, в чьих книгах фигурирует турнир — Мартин Эмис, Дэвид Фостер Уоллес, Лайонел Шрайвер и Майкл Мьюшо, в чьём сатирическом романе 1986 года Blackballed главный герой сдаёт финальный матч в одиночном разряде Джону Макинрою. Свой вклад в художественную литературу об Уимблдоне внесли также некоторые бывшие игроки, хотя их произведения отличает скорее знание материала, чем художественные качества. Среди таких произведений — детектив «Смерть подаёт навылет» (англ. Death Serves an Ace) Хелен Уиллз-Муди (1939) и трилогия Илие Настасе «Тай-брейк» (англ. Tie Break), «Сетка» (Net) и «Брейк-пойнт» (Break Point). С 2010 года при Всеанглийском клубе существует должность штатного поэта, в обязанности которого входит сочинение стихотворений во время Уимблдонского турнира, по одному в день.
В книге «Корт на холсте: Теннис в искусстве» среди произведений изобразительного искусства, связанных непосредственно с Уимблдонским турниром, отмечаются созданные в межвоенные годы картины Марджори Вайолет Уотерстон «Женский одиночный финал Уимблдонского турнира 1923 года» (англ. The 1923 Ladies' Wimbledon Singles Final) и Джорджа Соппера «Теннисный матч», а также модернистские рекламные плакаты 1933 года работы графика Сибил Эндрюс.
Хотя теннис реже привлекает внимание кинематографистов, чем другие популярные виды спорта, Уимблдонский турнир неоднократно становился местом действия художественных фильмов. В 1967 году в Королевской ложе и в помещениях под трибунами Центрального корта снимались несколько сцен остросюжетного фильма «Никто не вечен» (англ. Nobody Runs Forever) по мотивам романа австралийского автора Джона Клири «Верховный комиссар» с Родом Тейлором и Кристофером Пламмером в главных ролях. В 1978 году по ходу турнира, перед началом женского одиночного финала, на Центральном корте снимались сцены для фильма «Игроки» — мелодрамы с Дином Полом Мартином и Эли Макгроу в главных ролях и при участии чилийского теннисиста Гильермо Виласа. Год спустя, уже после окончания соревнований, Центральный корт стал местом съёмок боевика «Грубая огранка» с Бёртом Рейнольдсом. Съёмки на кортах Всеанглийского клуба, как по ходу турнира 2003 года, так и по его завершении, велись и для романтической комедии 2004 года «Уимблдон», в центре которого любовь между стареющим британским теннисистом (Пол Беттани) и восходящей звездой американского тенниса (Кирстен Данст). Наконец, в 2015 году на экраны вышла псевдодокументальная короткометражная комедия «Семь дней в аду» (англ. 7 Days in Hell), рассказывающая о марафонском матче на уимблдонских кортах между уже пережившим свои лучшие годы в карьере патлатым «анфан-терриблем» (Энди Сэмберг) и слабоумным теннисным вундеркиндом (Кит Харингтон). В отличие от остальных перечисленных лент, эта снималась не на территории Всеанглийского клуба и даже не в Англии.

### Филателия
Почтовые марки, связанные с Уимблдонским турниром, выпускались во многих странах мира. Как правило, они представляют собой изображения теннисистов, добивавшихся успеха на этом турнире, с указанием их титулов или лет выступлений. Одна из первых таких марок была выпущена в Бразилии в 1960 году — на ней была изображена двукратная (на тот момент) чемпионка Уимблдона в одиночном разряде Мария Буэно, а сам Уимблдонский турнир был назван «чемпионатом мира». Марки с изображениями чемпионов Уимблдонского турнира выпускались в Австралии (Род Лейвер и Маргарет Смит-Корт), Ниуэ (Штеффи Граф), Швейцарии (Роджер Федерер), Хорватии (Горан Иванишевич), Уругвае (Мартина Хингис), Парагвае (Борис Беккер и Мартина Навратилова), Доминике (Беккер и Артур Эш) и Гвинее-Бисау (Беккер). В ряде случаев выпускались целые серии, посвящённые победителям Уимблдонского турнира: Сент-Винсент и Гренадины в 1987 и 1988 годах выпустили две серии по восемь марок, изображающих различных теннисистов на кортах Всеанглийского клуба, также восемь марок было в серии 1987 года с изображениями уимблдонских чемпионов, выпущенной Сьерра-Леоне, а в гамбийскую серию 1990 года входили 20 марок и два почтовых блока с изображениями чемпионов и эмблемой турнира.
Иногда почтовые марки посвящены не чемпионам Уимблдона, а непосредственно самому турниру. К этой категории относится единственная британская марка, связанная с Уимблдоном. На этой марке, входящей в серию «Лето», вышедшую в 1994 году и изображающую традиционные для Великобритании летние события, изображена панорама одного из внешних кортов Всеанглийского клуба со шпилем церкви Сент-Мэри на заднем плане. На марке Монако, выпущенной в 1977 году к столетию турнира, изображены сцена первого чемпионата Всеанглийского клуба и Центральный корт в его современном виде. Центральный корт появляется и на румынских блоках 1988 года, изображающих также матчи в женском одиночном и мужском парном разрядах. В посвящённую теннису венгерскую серию 1965 года входит марка с изображением изобретателя лаун-тенниса Уолтера Уингфилда и первого трофея Уимблдонского турнира — Кубка газеты Field.